# D.C.II 〜ダ・カーポII〜
『D.C.II 〜ダ・カーポII〜』（ダ・カーポ ツー）は、2006年5月26日にCIRCUSのブランドCIRCUS NORTHERNから発売された18禁恋愛アドベンチャーゲーム。およびこれを原作としたアニメ、漫画、小説、コンシューマーゲームなどのメディアミックス作品。

## 概要
前作『D.C. 〜ダ・カーポ〜』より53年後の「初音島」を舞台とした学園恋愛ストーリー。
前作の朝倉音夢エンド後の世界が描かれており、前作中で枯れたはずの“枯れない桜”が本作品の数年前から再び咲き乱れ、枯れなくなっている。季節は冬から春。前作のキャラクターと同姓の者が多数見受けられる。基本的に前作をプレイしていないユーザーでも十分に楽しめる内容だが、前作やアニメ版などのネタが随所に見られ、アニメ『D.C.S.S. 〜ダ・カーポ セカンドシーズン〜』とも繋がりがあることが示唆されているなど、予備知識がないと理解しづらい部分もある。また、前作とは異なる点がいくつか見られている。
サーカス代表だったtororoによれば、本作品の時間軸を前作の53年後にしたのは、前作のキャラクターが出てこなくても不自然では無くするためで、「おばさんになったことりとか見たくないでしょ」と語っている。一方で芳乃さくらだけは同じ姿で登場するが、モラトリアムな存在の彼女がキーとなって主人公とヒロインの関係がどうなるか、を考えたのが企画の最初だという。本作品ではtororoはプロデューサーに徹し、制作はディレクターの雨野智晴に任せている。
ゲーム本編はクリスマスパーティーのエピソードを描く第1部、冬休み中の出来事を描く第2部、ヒロイン別の物語を描く第3部の3部構成となっており、第1部の進め方によって攻略可能なヒロインが絞り込まれ、第2部で本命のヒロインを決定し、第3部では第2部で選んだヒロインの物語が展開されるというのが大まかな流れである。
「こそばゆい学園恋愛アドベンチャー」という基本コンセプトは前作からそのまま受け継がれ、第2部までは比較的、明るく穏やかな雰囲気で進行するが、第3部からは急激にシリアス色が強くなり、核心に近づくほど物語は重く悲しいものになっていく。また、ゲーム中の音楽や挿入歌も寂しげな曲や悲しげな曲が多く悲壮感をより高めているなど、いわゆる「泣きゲー」に近い性質の作品である。音楽の中には前作に使われていたものやアレンジしたものなどがある。
前作からある昼休みと放課後の移動システム、夜の目覚ましシステムなどは健在。さらに移動の際にはどこに誰がいるのか一目瞭然で、目覚ましセットの際はラジオの「明日の目覚まし予報」で誰と会えるかほぼ分かるなど、どちらのシステムも非常に分かりやすくなった。また、エフェクトも強化され、キャラクターの遠近やアクションなどが追加された。
2009年11月1日、SHIBUYA DUOで行なわれたイベント「大曲芸大会」において実質的なIIの続編である『D.C.ZERO 〜ダ・カーポ0〜』と、次のナンバリングタイトル『D.C.III 〜ダ・カーポIII〜』の製作が発表された。

## 歴史
（出典：）
2006年
- 4月15日、『先行版・春風のアルティメットバトル!』 (PC) のダウンロード配信を開始。
- 5月26日、『D.C.II 〜ダ・カーポII〜』 (PC) 発売。
- 11月7日、『おまけデータ・D.C.II 〜featuring YUN2!〜』 (PC) 配信開始。
- 11月、コミック『D.C.II 〜ダ・カーポII〜』連載開始。
- 12月22日、『C.D.Christmas Days 〜サーカスディスク クリスマスデイズ〜』 (PC) 発売。

2007年
- 3月、コミック『D.C.II Imaginary Future 〜ダ・カーポII イマジナリーフューチャー〜』連載開始。
- 4月27日、『D.C.II Spring Celebration 〜ダ・カーポII〜 スプリング セレブレイション』 (PC) 発売。
- 10月1日、テレビアニメ『D.C.II 〜ダ・カーポII〜』放送開始。

2008年
- 1月25日、『D.C.II 〜ダ・カーポII〜 感謝ぱっく』 (PC) 発売。
- 2月29日、『D.C.P.K. 〜ダ・カーポーカー〜』 (PC) 発売。
- 4月5日、テレビアニメ『D.C.II S.S. 〜ダ・カーポII セカンドシーズン〜』放送開始。
- 5月29日、『D.C.II P.S. 〜ダ・カーポII〜 プラスシチュエーション』 (PS2) 発売。
- 7月25日、『C.D.C.D.2 〜シーディーシーディー2〜』 (PC) 発売。
- 7月25日、『D.C.II 〜ダ・カーポII〜 DVD Players Game 音姫編』発売。
- 9月26日、『D.C.II 〜ダ・カーポII〜 DVD Players Game ななか編』発売。
- 11月28日、『D.C.II 〜ダ・カーポII〜 DVD Players Game 小恋編』発売。
- 12月26日、『D.C.II P.C. 〜ダ・カーポII〜 プラスコミュニケーション』 (PC) 発売。

2009年
- 1月30日、『D.C.II 〜ダ・カーポII〜 DVD Players Game 由夢編』発売。
- 6月25日、『D.C.II P.S. 〜ダ・カーポII〜 プラスシチュエーション KADOKAWA THE Best』（PS2廉価版）発売。
- 6月26日、『D.C.II To You 〜ダ・カーポII〜 トゥーユー』 (PC) 発売。
- 12月18日、『D.C.II Fall in Love 〜ダ・カーポII〜 フォーリンラブ』 (PC) 発売。

2010年
- 10月28日、『D.C.I&II P.S.P 〜ダ・カーポI&II〜 プラスシチュエーション ポータブル』 (PSP) 発売。
- 12月24日、『D.C. Dream X'mas 〜ダ・カーポ〜 ドリームクリスマス』 (PC) 発売。

2015年
- 4月24日、『D.C.II Dearest Marriage 〜ダ・カーポII〜 ディアレストマリッジ〜』 (PC) 発売。

## ストーリー
（出典：）
芳乃家に住んでいる主人公・桜内義之は、隣の家に住む朝倉音姫・朝倉由夢の姉妹と家族同然に育ってきた。折りしも、クリスマスシーズン。1年中桜が散らない初音島もクリスマス一色になりつつある時期。風見学園付属の3年生である義之とクラスメイトたちは、1週間後に迫った付属最後のクリスマスパーティー（通称、クリパ）での出し物を考えていた。
そして、そのクリパを皮切りに、年末年始を経て、春に向けて義之の恋物語が幕を揚げる。魔法の桜の花びらとともに。

## 登場キャラクターの一覧
声の項の記載は、PC版 / アニメ版および『D.C.P.S.』の順。それ以外の作品に関しては別途記載する。
桜内 義之（さくらい よしゆき）
声：皇帝（一部のみ）・三咲里奈（幼少期） / 浅沼晋太郎・伊藤静（幼少期）
主人公。風見学園付属3年3組在籍。手から和菓子を出す・他人の夢を見させられるという2つの能力を持つ（前者は魔法使いとしての力、後者は桜の木による力。夢見の力についてはアイシアのシナリオで義之がこの力を持つ理由を義之自身が独白で語っている）。これらの能力は前作の主人公・朝倉純一と同じ。
幼い頃にさくらと出会ったが、なぜかそれ以前の記憶が無く、無理に思い出そうとすると激しい頭痛に襲われる。本来は芳乃家に住むはずだったが、家主であるさくらが忙しく家を留守にすることが多かったため、風見学園付属2年の卒業パーティーまでは朝倉家に居候していた（和菓子を出す能力もその頃に純一から教わったもの）。現在は純一の提案により隣の芳乃家に在住。
その正体は芳乃さくらが魔法の桜の木に「自分も家族がほしい」と願ってしまったことから生まれた、可能性の存在としてのさくらの息子。そのため魔法の桜の力が及ばない島外にはさくら本人、またはさくらの用意したペンダントが無いと出ることができない。桜の魔法が解けた後は普通に島外にも行けるようになるが、桜の魔法が解けたり、届かないところにいくと消滅する。その際には繋がりの薄い人物から記憶が消えていき、最終的にはすべての人物の記憶から消える。ただしアイシアには、一切記憶が消える描写が無い。またルートによっては姿の視認もされなくなるが、アイシアルートではみんなの前に姿を見せていないだけで視認はされる模様。誰かと肉体的にも精神的にも強い繋がりを持つ事でその存在が確立して消滅を免れるようで、両方の繋がりを持つ前に桜が枯れた場合は消滅の前兆である体調不良を起こすが、繋がりを持つと体調不良は治まる。
完全に無から作られたわけではなく、「初めから世界に存在していたもの」として存在を確立させているため、戸籍等も義之が生まれた瞬間から既に存在している。
おちゃらけた性格でノリも良く、周囲に親しい女子が多いが、鈍感で色恋沙汰には疎い。また、良く言えばお人よし、悪く言えば八方美人である為、それが鈍感さと相まってヒロイン達を傷つける事が多々ある。ルートによっては自分の鈍感さを自覚し、反省する事もあれば、非常に男らしい一面を見せる事もある。ルックスもよいので下級生にはファンがいるほどモテているが本人に自覚はない。
付属2年時のクリスマスパーティー後夜祭で、由夢曰く「血塗られた聖夜」という事件の主犯格とされてしまった。そのため学園では生徒会からマークされるほどの問題児（生徒会のブラックリストAランクに載っている要注意人物）だったが、音姫が生徒会長になってからは自重気味。その頃のことがあり、渉や杉並と共に有名人である。この3名と雪月花の3名を中心とした数々の悪行から卒業の頃には全員合わせて「黄金世代（ゴールデンエイジ）」と呼ばれるようになる。
『D.C.II S.C.』の美夏編、及び『D.C.II D.M.』では、理由はそれぞれ異なるものの卒業後、天枷研究所で研究員をしている。
アニメ版では第1話において月島小恋からの告白を受け入れ結ばれる。手から和菓子を出せるなど設定上の大きな変更はないが、小恋の手助けを無下に拒否する、彼女との約束を何も言わずにあっさりと破ったり、さらにはその謝罪の場面においても見苦しい言い訳ばかりを並べ立てるなど、鈍感を通り越して非常に無神経とも言える性格になっている。また、誰に対しても優しく接しているが、その八方美人な態度が小恋を苦しめる原因ともなる。ゲーム版のようにバンドでギターを担当しているが、第2期の第1話の時点ですでにバンドを抜けている。
『D.C.II D.M.』で音姫との間に生まれた娘の桜姫が『D.C.III P.P.』にも登場している事から音姫EDが正史と確定した。音姫と結婚し、娘も生まれて幸せな家庭を築くが、音姫が葛木家の鬼の力で衰弱してしまう。立夏の協力を得て、音姫の精神を枯れない桜に宿らせることで存在を残すことに成功。
自身は音姫を救い、葛木家の宿命を今度こそ終わらせる方法を求めて風見鶏へ旅立つ所で『D.C.II D.M.』の物語は幕を閉じる。ラストは親子3人で桜並木を歩くシーンで締めくくられる。

### 攻略可能ヒロイン（D.C.II）

#### 『D.C.II』より攻略可能
朝倉 音姫（あさくら おとめ）
声：ひなき藍 / 高垣彩陽 / 、原画：かゆらゆか
メインヒロイン。風見学園本校2年3組在籍。生徒会長。純一の孫娘であり由夢の姉。幼い頃から一緒に暮らしてきた義之にとっても実の姉のような存在であり、義之からは「音姉」（おとねえ）と呼ばれている。全校生徒に男女問わず人気があり、気取った態度をとらず、誰に対しても平等な態度で接するが、例外として義之には相当に甘く常日頃から（公私の区別なく）義之を「弟くん」と呼び、時に周囲が引いてしまうぐらいに猛烈に可愛がる。さくらから義之と枯れない桜の関係を聞き、そのせいで精神的に追い込まれるが、ルートによっては義之が無事なのを知ると瞬時に復活する。いわゆる「ダダ甘」であるが、幼少時はクールで無愛想な性格だった。外での私服は黒の上着とロングスカート。頭にはアホ毛がある。
エッチなことが大嫌いで「えっちなのはいけません!」と叱ったり（説教ともなると1時間は続く）、義之が隠していたエロ本を燃やしてしまったりする。だが、その割にはその手の情報に疎かったり、自分に対するガードは義之に対してのみかなり甘く、普段から過激なボディーコンタクトをする。
『D.C.II S.C.』では義之から没収したその手の本をこっそりと読み、そこに書かれていた服装（裸エプロン）で料理をしていた。
真面目でしっかり者であるが少し天然な所もあり、物事を信じやすい所がある。
自称「正義の魔法使い」であり、母親から魔法使いの血と魔法の力の監視者の役目を受け継いでいる。また、義之や純一と同様に手から和菓子を出すこともできる（『D.C.II S.C.』では洋菓子も出せるようになる）。
『D.C.II S.C.』では音姫シナリオ以外は卒業後、ロンドンにある魔法学校へと留学するため、一部シナリオでは出番が少なめとなっている。
「電撃G's magazine読者が選ぶ人気ランキング」ではことりと共に常にベスト5にランクインし続けている。また、同誌で行われている『D.C.II』のキャラクター人気投票でもトップになることが多い。投票は第2回から8回までV7を達成した。
小説版で音姫が中心となる巻では、彼女のシナリオだけでなく全ヒロインを攻略した後に登場するdacapoシナリオも含まれ、小説版では初の上下巻としての発売となった。
アニメ版第1期では恋人となった義之と小恋の関係を知ると、2人のことを陰ながら応援し、時にはサポートし助けている。しかし、出番、セリフともにほとんどなく、話においては全く登場しない場合もある。アニメ版第2期では由夢と共に、物語の中心を担っている。
『D.C.II D.M.』を通して、留学先が風見鶏である事も正式に明かされた。卒業生の文集の中に清隆が残した夢見の魔法についての論文を発見し、夢見の魔法も使えるようになっている。
『D.C.II D.M.』ではメインヒロイン。『D.C.II S.C.』の音姫シナリオから続いているため、風見鶏には進学せず初音島の私塾で講師をしている。義之の卒業式にてプロポーズされ、さくらが帰還した3ヵ月後に義之と結婚して籍を入れて「桜内音姫」となる。その一年後には娘の桜姫も生まれ、幸せな家庭を築いていく。母親になってからはチャームポイントだったリボンは桜姫に譲って髪を下ろし、肩の辺りで花形のバンドでまとめている。しかし、彼女もまた姫乃や由姫のように葛木家の鬼の力に逆らうことはできず、一度は死亡寸前まで衰弱してしまうが、立夏やさくらの協力を得て精神は枯れない桜に保存され、命だけは永らえた。
朝倉 由夢（あさくら ゆめ）
声：きのみ聖 / 堀江由衣、原画：たにはらなつき
メインヒロイン。風見学園付属2年1組在籍。保健委員。音姫の妹。また、兄妹同然に育った関係から、義之のことを「兄さん」と呼ぶ（音夢と同様、昔は「お兄ちゃん」と呼んでいた）。本来は素直で優しい性格であるが、義之との不幸な未来を避けるために、義之に対してはあえてそっけない態度で接している。
祖母の朝倉音夢と容姿が似ており、『D.C.D.X.』で純一と会った時に「間違いなく音夢の血を引いている」と断言されるほど。音夢同様に裏モードもある。口癖は「かったるい」（祖父譲り）。学校では優等生で通っており、成績も優秀、雑用なども進んで手伝うが、家では眼鏡をかけ（普段はコンタクトレンズを付けている）、緑のジャージ姿（義之曰くダサジャージ）で「かったるい」と言って何もしないなど、学校と自宅での生活態度のギャップが激しいが作中の彼女や音姫のシナリオでは義之にパジャマをプレゼントされ着るようになる。外での私服ではネクタイ付きの上着とチェックのミニスカートを着ている。学校では優等生のためその容姿と共に人気があり隠れファンクラブが存在する。
『D.C.II P.S.』では音夢のように辞書で義之を起こそうとする場面がある。また『D.C.II T.Y.』では母の由姫も同じような事をしていたと話している。
音姫の義之に対する甘やかしっぷりには呆れているが、姉妹仲は良く、喧嘩する事もほとんどないとされている。
彼女の見る夢は必ず将来に起こるという未来予知の能力を持つ。そのため、予知夢を見たときは、手帳に夢の内容を記録するようにしている。
原画を担当したたにはらなつきいわく、「音夢と似てるってほんとによく言われるけど、並べて見てみるとそれ程似てないですよ。髪の色や目の色、あと細かい仕草くらいですよ」とのこと。
『電撃G's magazine』で行われている『D.C.II』のキャラクター人気投票の第1回で1位を獲得した。
アニメ版第1期では恋人となった義之と小恋の関係を知ると、音姫ほど素直に受け入れることができず、場合によっては義之につらく当たるなどツンデレっぷりをみせる。またエンドロールでは義之の次、ヒロインにおいては最初に表示されるが、アニメ版公式サイトを始め、ゲームのエンドロールなどでは常に音姫についで2番目に名前が表記される。
アニメ版第2期では音姫と共に、物語の中心を担っている。アニメ版のドラマCDではミス風見学園に輝いた。
『D.C.II D.M.』でも同様に専門学校に進学し、離乳食からフレンチまで様々な料理を習得、義之や音姫たちと共に台所に立つようになる。また姪となる桜姫のことを周りが引くぐらいに溺愛し、ことあるごとに桜姫と行動を共にしようとする。また夢見の魔法も健在なのか、義之が海外に旅立つ前には義之と音姫と桜姫の三人で暮らす夢を見た。
白河 ななか（しらかわ ななか）
声：野中みゅう / 茅原実里、原画：ちのちもち
風見学園付属3年2組在籍。風見学園のアイドル的存在。その人気は手芸部主催のミスコンに出場すれば必ず優勝候補になるほど。前作に登場するヒロイン白河ことりとは一応血筋関係にあるが、直系ではない（ことりの父親側の従姪孫）。
水越病院に入院している小日向ゆずと仲が良く、ときたま立ち寄って彼女に歌を披露している。後に義之もそのことを知り、一緒に見舞いに訪れるようになる。
桜の木の魔法により前作のことりのような読心能力を持つが、ことりとは異なり「相手に触れる」ことで発動し、またそれほど鮮明にわかるわけではなく、漠然とわかるくらいである。
能力の発動条件上、スキンシップが激しいので誤解されやすく、異性にはもてるが同性にはあまり人気がない。そのため、幼馴染みで数少ない同性の友達である小恋のことをとても大切に思っており、また、下心無く自分を見てくれる義之に想いを寄せている。容姿の愛らしさから周囲から甘やかされて育ったため、幼少期はわがままで無神経な性格だった。
『電撃G's magazine』にて行われている『D.C.II』のキャラクター人気投票では、音姫に続いて2位を獲得することが多く、第9回では音姫を抜いてトップになった。そのため、同誌で連載の『D.C.II Imaginary Future』ではメインヒロインに抜擢された。この作中では、義之と共に芳乃邸に居候することになる。
付属在学中は義之と同じクラスになった事は無いが、本校進学後は大抵義之と同じクラスになる。杏や茜など、義之の周りの親友たちとの仲も良好で、本島に転校していった小恋の代わりに二人からいじりのターゲットにされる。
部活無所属、第1期では小恋と義之、そして渉の4人でバンドを結成。ヴォーカルを担当する。アニメ版では特に人前で歌うのが苦手という設定はなく、小恋を通じて義之と接するうちにあることがきっかけで好意を抱くが、すでに恋人となっていた小恋を想い身を退いた。またヒロインの中で唯一、義之の「誰に対しても優しすぎる」性格を指摘している。またアニメでは心を読む能力については説明されていない（第7話でそれらしき描写はある）。
アニメ版第2期ではバンドを一時離れており、義之達とクラスが違うこともあって出番が非常に少ない。アニメ『D.C.III』第9話では、ゆずの回想シーンで後姿だが登場している。
天枷 美夏（あまかせ みなつ）
声：かがみありす / あおきさやか、原画：たにはらなつき
風見学園付属2年1組在籍。由夢のクラスメイト。ツンデレ系キャラ。正体はロボットで型番はHM-A06型。他にもHM-A07型「ミアキ」（後述）・HM-A08型「ミフユ」というロボットが存在する。大きな負荷が掛かると頭から煙が出る点もミハルと同じ。しかし、ミハルのようにバグを起こして壊れるということは無い。風見学園付近の洞穴で眠っていたが、探検にやってきた義之と杉並に発見され、義之の過失により起動した。口調はかなり堂々としている。
人間嫌いだが、自らの野望にあっさり同調した先輩の杏にだけは妙に懐いている。バナナに含まれる「バナナミン」という成分が動力の1つであるため、8時間に1回摂取しなければならない（この点はミハルと異なる）。さらに1日1回、ゼンマイを巻く必要もあり、ミハル同様、背中にゼンマイの穴がある。他にも補助動力源としてソーラーパワーがある。「高性能ロボット」を自称しているが、半世紀近く休眠していたため、薄型テレビをはじめとする現代の家電製品に驚くなど、ややジェネレーションギャップがある。筋肉痛機能などのリアルな人間的機能を搭載。
シナリオの都合上、先行版の『春風のアルティメットバトル!』ではカーテンコールのみの登場だった。本編ラストでは、政府主導のロボット就学研修選抜生として風見学園本校に復学を果たす。
『D.C.II D.M.』は音姫EDがベースになっている話だが、美夏ルートと同じく一度退学になった後、復学しているらしい。その後、由夢と共に風見学園を卒業、引き続き天枷研究所に出入りしている。麻耶との仲も良好で、美夏のケアやメンテナンスは麻耶が一手に引き受けている。
『D.C.II S.C.』の「あふた〜すと〜り〜ず」における彼女のシナリオでは唯一義之達の卒業後のシナリオが語られている。その他のヒロインおよび『D.C.II F.L.』のシナリオでは生徒会長となった杏に合わせて風紀委員となり、杏の補佐をやっている。
アニメ版第1期では彼女のルートが物語の主軸となっている。アニメ版でもゲーム版に負けず劣らずのツンデレぶりを見せる。
アニメ版第2期では第1期シナリオの展開上、全く登場していない。
アニメではななかや小恋、さくらからの呼称が苗字だったり名前だったりと安定しない。
月島 小恋（つきしま ここ）
声：立花あや / 南條愛乃、原画：ちのちもち
風見学園付属3年3組在籍。義之、ななかの幼馴染み。朝倉姉妹とも旧知の仲であり、由夢からは名前で呼ばれている。ななかにとっては数少ない同性の友達でもある。軽音楽部員で担当はベース。作曲も手掛けられるほどの腕前である。口癖のように時折、自分の事を「月島」と苗字で呼ぶ。雪村杏、花咲茜の2人とは風見学園で知り合った。この2人とは学園内で行動を共にすることが多く、周囲からは「雪月花」と呼ばれている。
素直で純粋で天然な性格なことで、雪月花をはじめとするクラスメートの中ではかなりのいじられ役。みんなの人気者で義之曰く男子からもかなりもてるのだが、小恋自身には全くと言っていいほど自覚がない。長きに渡り義之に想いを寄せながらも、かなりの奥手なこともあって告白できずにいる。
『D.C.II S.C.』ではある理由から島を出ているため、ヒロインの中では一番出番が少ない。
アニメ版第1期では実質的なメインヒロイン。第1話において、茜や杏の後押しもあり、桜の木の下で以前から想いを寄せていた義之に告白し、義之もそれを受け入れ、2人は結ばれる。が、上記の義之の無神経な性格や周囲の騒動に振り回された挙句、終いにはまともに自分の気持ちを告げられないまま破局するという、ある意味最も後味の悪い結末を迎えている。
アニメ版第2期ではゲーム版と異なり島を出ていないため、本校の制服を着た姿を唯一披露している。
『D.C.II Imaginary Future』では、本島に引っ越すことになるも、義之とさくらの口添えも会って、ななかと共に芳乃邸に居候することになる。そして、後に義之への想いをななかに打ち明ける。
『D.C.II D.M.』にて初めて本島の高校の制服姿がCGで描かれた。高校卒業後は短大に進学している。短大卒業後はやりたいことを求めてあちこち飛び回っている様子。
雪村 杏（ゆきむら あんず）
声：遠野そよぎ / 岡嶋妙、原画：みつまむ
風見学園付属3年3組在籍。義之のクラスメイト。自他共に認めるロリ担当。表情の変化が乏しく、黙っていれば人形のようだが口を開けばかなりの毒舌な上、頻繁にセクハラ発言をする。演劇部員で担当は役者。また、本編では人形劇の脚本を書いたりもする。桜の木の魔法により1度見たり聞いたりしたことを完全に記憶し、忘れないほどの記憶力を持つ。他にも些細な動きの違いから美夏がロボットであることに気づいている。杏自身はその能力を「雪村流暗記術」だと周囲に説明しているが、たとえ忘れたいことであっても忘れることができないという欠点もある。そのため本編中で脚本を書いた際に「どう書いても既存の作品とかぶってしまう」ことに悩んでいた。小恋いじりが大好きでよく茜とつるんで小恋をからかっている（小恋がいないときは義之が標的となる）。
他人と距離を置くところがある。幼い頃、記憶障害を理由で実の両親に捨てられた孤児である。その後引き取られた雪村の家は大きかったが、すでに雪村家には杏を引き取ったお婆ちゃん（正確には養母）しかおらず、彼女の死後遺産相続等の関係で再び厄介な親戚筋に絡まれることになる。風見学園入学当初はやや人間不信なところがあったが、小恋との関わりを通じて心を開く。また、そのようないろいろな経験から人との付き合い方がうまく、根回しが上手である。ディレクターの雨野智晴いわく「毒舌やセクハラは彼女なりの距離の測り方」。
桜の魔法が解けた後は記憶障害が再発し、杏ルートにおいては義之の記憶さえも消えてしまうが、無事に取り戻している。以後は常人よりも記憶力が悪くなってしまい、成績も落ちてしまうが元々の頭の回転の良さとこまめなメモで補っているため、実生活にはそれほど影響は出ていない。それどころか都合が悪くなると「忘れちゃった」の一言で逃げるなど、時に武器として活用する。
本校進学後も演劇部に入るが、記憶力の低下から役者を退き脚本と演出担当に回っている。脚本は記憶に頼らない独創的な作品が描けるようになったが、その分話が支離滅裂になりがちなので義之に補ってもらっている。
『D.C.II S.C.』または『D.C.II F.L.』では音姫の卒業後、会長になることを宣言し、本校2年生のときに生徒会長の座につく。また、任期を終えて生徒会長を退いた後は卒業公演（『D.C.II F.L.』では文化祭で秋公演）の自主製作映画の監督を務めている。卒業後は本島の大学の文学部に進学したが、初音島から通っている。
『D.C.D.X.』では54年前の世界で、自分の養母（雪村 李）の子供時代と思われる少女（タケバヤシ スモモ）と遭遇している。
アニメ版第1期では、親友の茜と共に小恋の恋を陰ながら応援し、時には2人っきりにする場を用意するなど積極的にサポートしている。
アニメ版第2期では音姫と由夢がメインであるが、若干杏の話も混じっており、雪村流暗記術の正体も判明する。また、ゲーム版と異なり本校では帰宅部である。
『D.C.II D.M.』によると自宅でネットを駆使して脚本家をしているとの事。

#### 『D.C.II P.S.』より攻略可能
花咲 茜（はなさき あかね）
声：まきいづみ / やなせなつみ、原画：ちのちもち
風見学園付属3年3組在籍。義之のクラスメイト。お料理クラブに所属。杏、小恋、茜の3人で「雪月花三人娘」と呼ばれる。ほんわかとした物腰で軽い性格。しかし、思慮深い一面も持ち合わせており、また、よほどのことでない限りは軽く受け流す度量の持ち主でもある。やおいの気があるのか、本編では義之と杉並を見て、杏と一緒にいろいろ想像している。風見学園入学前は、杏と共に色々悪事を働き、その風評は他校に通っていた義之の耳にも届いていた。事あるごとに話をエロ方向へ持っていこうとするため、よく義之にはたかれている。『D.C.II』では雪月花の中で唯一攻略できなかったが、『D.C.II P.S.』より攻略ヒロインに昇格した。
幼い頃は、今と違って内気な性格で、妹である藍の後ろにいつも隠れていた。だが、藍は水難事故により死亡してしまう。その後、桜の魔法により藍の精神が茜に宿り、二重人格となっている。
『D.C.II S.C.』では生徒会長になった杏と共に生徒会に入り、美夏と共に杏の補佐をやっている。卒業後は初音島にある服飾系の専門学校に進学する。その後はデザイナーになった。また、風見学園の運営に協力しているらしい。
本人は小恋や義之をよくからかっているが、自分がからかわれることには慣れていない。
なお、杉並からの点呼のときに藍と茜の2回分返事をする。二重人格の状態を知っているのはさくら（最初から気付いていた模様）と義之（恋人になった後に藍と茜から説明を受けた。その後は藍と茜の見分けがつくようになった）だけであるが、杉並と杏は藍の存在に気付いているのかのような描写がある。
沢井 麻耶（さわい まや）
声：七星友里子 / 水橋かおり、原画：ちのちもち
風見学園付属3年3組在籍。義之のクラスメイトで学級委員長。義之達クラスメートからは「委員長」と呼ばれている。勇斗という名前の弟がいる。まゆき・エリカと同じ海沿いの団地に住んでいる。アホ毛のあるショートカットの髪型が特徴。成績優秀、品行方正の優等生。前述のとおり成績上位だが得意科目は文系に集中しており、理数系は平均以上といった程度。ことなかれ主義で口うるさい。
寿司が好きで、寿司で釣られて杉並や義之の策略にのってしまうこともある。また、寿司を握る腕前はかなりのもので、クリスマスパーティーで寿司屋を開いた際には麻耶の握る寿司目当ての客もいたほど。極度のロボット嫌いであり、当初はμをはじめとするロボットに嫌悪感すら抱いていたが、美夏との交流を経て考えを改める。『D.C.II』では攻略できなかったが、『D.C.II P.S.』より攻略ヒロインに昇格した。
父親はメイドロボットのμの開発者である沢井拓馬。父親に関するある出来事が彼女のロボット嫌いの原因になっている。
『D.C.II S.C.』では情報工学を勉強するために本島の学校へ進学している。
『D.C.II D.M.』では舞佳の猛烈なスカウトに負けて卒業後すぐに研究所に就職している。2070年代頃には室長に昇格している。結果、同年代で義之と最も付き合いが深い友人になる。その為、音姫の（表向きの）死後、同僚から義之との仲を噂されるようになる。
高坂 まゆき（こうさか まゆき）
声：三咲里奈 / 伊藤静、原画：ちのちもち
風見学園本校2年3組在籍。渉いわく「風見学園の歩く核弾頭」。義之の先輩で生徒会副会長、音姫の親友。音姫以外で唯一義之を「弟くん」と呼び、また由夢のことを「妹くん」と呼ぶ。本人曰く「生徒会の鞭」担当。義之や杉並などの問題児に音姫同様手を焼いており、特に杉並を徹底マークしている。日常的に杉並に翻弄され、日常的に校舎内で杉並を追いかけているが、本人はどうも杉並との対立を楽しんでいる節がある。力が強く、体力勝負では男子にも引けを取らない。陸上部に所属しており、走り高跳びは全国大会で上位に食い込むほどの実力である。制服の時はスパッツを穿いている。面倒見のいい体育会系のさっぱりした性格および容姿から男女問わず人気がある。一方で普段はおくびにも出さないが、繊細かつ非常に努力家でもあり、人知れず陸上の練習に励んでいたりする。虫が苦手でクモ1匹でも声を上げ涙目になる。料理が上手い。義之、杉並、渉、杏が同じクラスなのは監視しやすいようにと彼女が先生に提案したため。『D.C.II』では攻略できなかったが、『D.C.II P.S.』より攻略ヒロインに昇格した。
卒業後は体育大学に進学。
エリカ・ムラサキ
声：石川佳子（『D.C.II P.C.』）→民安ともえ（『D.C.II F.L. 』以降） / 釘宮理恵 / 五十嵐裕美（T.P.さくら）、原画：たにはらなつき
風見学園付属1年在籍。『D.C.II P.S.』以降に登場するヒロイン。本名はエリカ・フォーカスライト。周囲にはヨーロッパのある国の王女で、社会勉強のために初音島を訪れた、と述べている。気品のある振る舞いと端正な顔立ち、さらに成績優秀でスタイルも良い。高嶺の花的存在で特別親しい友達がいないようである。転入して早々風見学園の生徒会に所属し、音姫とまゆき達を手伝うことになる。作中での描写はないが武術を習っており人を投げ飛ばすこともできる。麻耶・まゆきと同じ海沿いの団地に住んでいる。
転校初日に、不慮の事故で義之に胸を触られる、というアクシデントがあり、そのせいで当初は義之を非常に毛嫌いしていたが、義之と共に行動したり、彼の周りの杉並、渉、雪月花といった仲間達と交流していくうちに義之とも徐々に打ち解けていく。それと同時に彼に惹かれていき、不器用ながらも義之に好意を示すようになる。
DXパックの『春風P.S. 〜プラスシチュエーション〜』では美夏と共にカーテンコールに登場している。
『D.C.II F.L.』では杏や杉並の策略に引っ掛かっている部分が多いなど最も苦労しているキャラである。また、本校1年生時に生徒会長の座につき、その後も2年、3年と会長を務め、歴代最も在任期間が長い生徒会長となった。生徒会長になる際も普通に選挙で選ばれるならという理由で杏や杉並の推薦を受けたが、結局は杏と杉並の策略によって満場一致を得ている為、本人はあまり納得していない。
『D.C.D.X.』では過去に飛んだ際に紫和泉子と出会う事になり、その際に少し言葉を交わしただけでお互いを理解し、互いに不干渉を約束した。
前作ヒロインである紫和泉子と同様に宇宙人である。しかし、王族である事には変わりなく、現在の王（エリカの父）は惑星丸々一つを治めている。ムラサキを名乗っているのはそれが一般的な名前だと思われているからである。和泉子の時よりも改良されているのかそれともエリカの惑星の人物が元々地球に適応があったのかは不明だが和泉子のように何かを着込むような描写はなく、そのままの姿で出歩いている。
『D.C.II F.L.』でのエリカシナリオでは自宅よりもエリカが借りているアパートにいることが多い。
秋公演の劇中では料理をしているシーンがあるが料理自体は義之が作ったものであり、一部の人にはバレていた。
小鳥遊 まひる（たかなし まひる）
声：小倉結衣 / 広橋涼、原画：立羽
風見学園付属1年3組在籍。『D.C.II P.S.』以降に登場するヒロイン。名前は亜沙（朝）と真哉（深夜）の間に生まれたことから由来する（後に生まれた妹の夕陽にも当てはまる）。初音島の桜が再び枯れなくなるよりも以前に風見学園に通っていた幽霊でなんらかの未練があるため学校内に何年も居座っている。生前は病気がちな体でほとんど学校に通えず病院に入院していた（その際、親友のミキが毎日欠かさずお見舞いに来てくれていた）。なぜか義之にだけは彼女の姿が見えているため義之に自身が成仏するための未練探しを手伝ってもらうことになる。それと同時に義之と交流していくうちに次第に彼に惹かれていくようになる。理想の男性像は、（義之のような）頼れる年上の先輩。
『D.C.II T.Y.』では生前、親友であったミキとの出会いと別れが描かれる。
まひるのキャラ設定はコンプティーク誌上で行われた新ヒロイン募集企画の結果を参考にしている。
アイシア
声：桜ちとせ / 宮崎羽衣、原画：たにはらなつき
お気楽な銀髪美少女。おばあちゃんとサンタクロースが好き。じっとしていることや、難しいことが苦手。
『D.C.S.S.』や『D.C.S.G.』に登場したアイシアと同一人物（アニメ、漫画、ゲーム間で若干の設定の違いあり）であり、風見学園付属3年の制服を着ているのは昔着ていたものを着ているだけである。喋り方こそ子供っぽいが、昔に比べて大人びた一面も見せるようになり、内には他者への思いやりを忘れない深い優しさと辛い境遇にあっても笑顔を失わない強さを秘める。
初音島に来る前は少しでも多くの人を幸せにするために世界中を旅していた。普段は商店街で露店を開いており、手作りの玩具を販売しているが、あまり売れていない様子。なぜか他人と深く関わろうとしないが、偶然出会った義之と仲良くなり、次第に彼に惹かれていく。
魔法使いではなく実はサンタクロースであるという設定が、『D.C.II P.C.』のインタビューで役者から語られている。
『D.C.D.X.』ではアイシア自身から自分がサンタクロースであることが明かされている。
『D.C.II F.L.』の「アルティメットプレストーリーズ」では、エリカと違って『恋のアルティメットバトル』にも登場しておらず、まひる同様『秋風のアルティメットバトル』のカーテンコールにのみ登場している。
『D.C.S.S.』では、最後に願ったことは自分がいない世界であり、それが今回に関っており、さくらと義之以外の人物からは数時間から1日程度しか記憶されない。また彼女ルートのみさくらや純一が犠牲になることはない。このルートでは、義之がアイシアとさくらが枯れない桜と義之の関係性について話しているのを偶然聞いてしまうことで自分の正体を知り、本来の世界（自分がいない世界）に戻すために桜の木を自分の手で枯らすことになる。義之が桜を枯らすことができるのは義之自身が桜と繋がっているためであり、彼が強く願えば枯らすことが可能（ほかに枯らす事ができるのはさくらと音姫と純一のみ。ただしほかのシナリオでさくらと純一は桜の魔法制御に失敗し桜に飲み込まれている）。
基本的に旧友であるさくらの事は「さくら」と呼び捨てにしている。
『D.C.D.X.』や『D.C.II F.L.』では他人からも記憶されるようになっている。
『D.C.II F.L.』では魔法が使えなくなってしまう。理由はさくら曰く「恋はすべての魔法に勝る魔法であるため叶ったら魔法が使えなくなってしまう」。本当の理由は魔法は想いの力なので恋をすると「想いを恋人に向ける事で魔力を消費してしまう」ため。後に少しは使えるようになった模様。
藤林 忍（ふじばやし しのぶ）
声：椎名るぅ / 植田佳奈、原画：たにはらなつき
『D.C.II P.S.』に登場する隠しヒロインで伊賀流忍者。元々、義之のことが気になっていたそうだが、事故で唇を奪われたことで義之にベタ惚れしてしまい、さながらストーカーのようにしつこく追い掛け回すことになる。忍曰く「忍者の郷の掟では、接吻した者と結婚しなくてはいけない」とのこと。
莉乃（りの）
声：つきあかり / 花澤香菜、原画：えこ
『D.C.II P.S.』に登場する隠しヒロイン。初音島の森の中にあるログハウスで「ぼーと（声：春野風 / 羽多野渉）」というオウムのような鳥と一緒に住んでいる。優しく朗らかで笑顔を絶やさない癒し系キャラ。
プロの画家であり、自作の絵画を販売したり、森から薪を集めるなどして生計を立てている。街に出るのはあまり好きではないが時折、買い物には訪れている。

#### 『D.C.II To You』のみ攻略可能
μさん（ミューさん） / 咲耶（さくや）
声： かがみありす
雨の日に義之が偶然見つけた壊れて捨てられていたμで芳乃家で一緒に生活することになる。当初は周囲から「μさん」と呼ばれていたが、後に義之から「咲耶」の名を贈られる。違法改造されたμであり感情表現を制御するリミッターが壊されているため、通常のμには見られない豊かな感情を示すようになっていくが、それゆえに天枷研究所への回収に伴うリミッターの修理により記憶を無くすことに怯えている。
後に修理されリミッターが直ると同時に記憶を全て消されたにも拘らず、義之からプレゼントされた服以外着たがらない、料理がすごく上手いといった記憶が存在している（これには舞佳も驚いている）。
舞佳曰く上記の理由のために売りに出せないらしく、義之に対し格安（それでも高いらしい）で売ると言っており、義之はそれを許諾したため予約といった形になっている（本来なら不良品として処分されるのだが、舞佳自身「μは自分の娘」という想いがあるため「大切にしてくれるであろう義之に嫁に出す」事にしたのである）。
その後、商店街で一度咲耶らしき人物とすれ違っているが、その時に義之に笑いかけたような言い回しがある。

### その他
杉並（すぎなみ）
声：空乃太陽 / 岸尾だいすけ、原画：ちのちもち
風見学園付属3年3組在籍。義之の悪友。前作同様下の名前は不明。また前作の杉並との関係も不明。だが、役どころは同じ。前作の杉並に比べて、制服の襟はきっちり詰めていかにも優等生といった感じだが、やや人相が悪く、学園のイベントにおける暴走ぶりにも磨きが掛かっている（ただし、決して人を傷つけない点に関しては義之も信頼している）。ただし、詰めが甘いところがある。非公式新聞部の後ろ楯も健在で、それにより隙のない情報網と、生徒会の包囲網を掻い潜る俊敏性を誇る。プライベートでは眼鏡をかけていることが多く、前作の杉並は「黒い服は敵を欺くことが出来る」とプライベートでも学ランを着ていたりしたが、本作の杉並は普通に私服を着ている。前作の杉並同様、その私生活は全て謎に包まれている。
基本的には義之たちをトラブルへと巻き込み彼らを辟易させるが、義之が深く悩んだ時には的確に心からのアドバイスを送り、義之たちが問題に巻き込まれた時は非公式新聞部の権限をも行使して彼をサポートするという一面もある。
『D.C.D.X.』では杉並（D.C.）と同志または敵対相手として共演したが関係は明かされなかった。また、杉並（D.C.）にしか応答しないはずのコンピューター認識がなぜかこちらの杉並にも応答していたり、自分ならここに仕掛けると思うトラップが全て杉並（D.C.）の仕掛けた場所と一致していた。
板橋 渉（いたばし わたる）
声：万栗太郎 / 山口勝平 / 瀬戸麻沙美（T.P.さくら）、原画：ちのちもち
風見学園付属3年3組在籍。義之の悪友。義之、杉並と共に3人で「3バカ」と呼ばれ、生徒会の危険人物リストにも載っている問題児。小恋、ななかと共にバンドを組んでおり、ドラムを担当。杉並や義之には及ばないもののそれなりに整った顔立ちをしているが、スケベな性格で言動は極めてオゲレツかつドM（女性に蹴られることによって、快感を得ている）でもあるため全くモテない。逆に男には人気があるようで、ななかEDでは舎弟希望者が現れている。
小恋に片想いしており、普段の軽薄さとは裏腹に彼女に対する想いは非常に一途なものである。ルートによっては自らの失恋を顧みず、小恋を幸せにすべく義之と小恋が結ばれるのを手助けしたりする。その他にも義之を様々な面でサポートし、時には励まし、時には激励する友達思いの一面を持つ。逆にななかルートで小恋が義之に失恋した際には自分の怒りのぶつけ所を見失って義之に当り散らすが、最終的に義之と本音をぶつけ合って無事に和解している。
アニメでは小恋と付き合い始めた義之をうらやみながらも応援する、美夏がロボットだと知っても「そんなの関係ない」と普段通り振る舞うなど、男らしい一面も見せた。
「タワシの歌」の作者でもある。戯矢利尊先生の授業では自信あると言いつつも評価が低く、よくマペットくんにけなされている。
『D.C.D.X.』では同じく楽器を使うみっくんとともちゃんには好印象だった。
『D.C.II P.S.』では下品な台詞がカットされ、スケベな印象がやや薄くなっており、むしろ友達思いで男らしい性格や音楽に対する熱い思いが強調されている。
卒業後は本島の大学に進学し、一人暮らしをしている。進学した理由は特に無く、ただ単に遊びたかったからとの事。大学卒業後の進路は不明だが、海外にいる様子。
水越 舞佳（みずこし まいか）
声：柚木あずさ / 浅川悠、原画：ちのちもち
風見学園の保健の先生で天枷研究所の関係者。実家は水越病院であるため、前作の水越萌・眞子姉妹とは何らかの血縁関係にある（スタッフインタビューによると水越姉妹の弟あたりの血筋とのこと）。吹奏楽部に所属していた。前作の白河暦のようなポジションに当たり、義之に美夏の世話役を依頼する。μの開発者である沢井拓馬とは面識があり、論文のアドバイスを貰っていた。アシスタントとしてμを所有しており、「イベール」という愛称で呼んでいる。
『D.C.II D.M.』で年齢は3X歳とまでは明かされている。独身。
『D.C.II T.Y.』では、先生としてだけでなく風見学園本校学生としても登場。朝比奈ミキの先輩かつ相談相手であった。また、複数の部を掛け持っており成績優秀であったことが描かれている。
咲耶に対し本来は強硬手段に出る事も可能なのだが、あえて忠告だけに留めて義之や咲耶自身に委ねた。
科学者であるため魔法や想いの力といった非科学的な事には否定的ではあるが、上記の修理後の咲耶についての義之との会話を見るに完全には否定はしておらず逆にそういうものも存在しているかもしれないと思っている節がある。
2072年時点でもまだ在籍している様子。研究室の室長は麻耶に譲り、プロジェクト全体の統括責任者になっている。
μ（ミュー）
声：かがみありす / あおきさやか、原画：ちのちもち
市販されているメイドロボット。様々な設定（身長、体重、特技、誕生日等）のカスタマイズが可能でオプションパーツも存在する。動力の補助にはミハルや美夏同様にゼンマイが使われている。値段は義之曰く、一般家庭の家計が傾くほどだが、杉並の情報によると風見学園の理事の中には何体も所有している者もいる。開発者は麻耶の父親であり、天枷博士の意志を継いでロボットの研究をしていた沢井拓馬。しかし、彼がμに搭載したある機能が一部では問題視され、社会的な論争を引き起こしている。舞佳曰く、最終的に天枷博士や沢井博士は「人間」を作りたかったらしく、社会的に問題視されるような機能をあえて搭載したのもそのためである。
なお、型番はHM-A08μ型。08型シリーズの開発時のコードネームは「ミフユ」。また、ミフユのプロトタイプとしてHM-A07型「ミアキ」（後述）というロボットも作られた。
エモーショナルサーキットにリミッターがかけられ、同じロボットの美夏に比べて感情表現が制限されており、リミッターを解除しても美夏ほど感情が豊かにはならないとされている。
『D.C.II S.C.』では天枷研究所の所長のそばにμのプロトタイプ「美冬」がおり、他のμよりも人間らしい感情を見せる。また、μの後継機種として「ξ（クシー）」というロボットが開発中である。
小日向 ゆず（こひなた ゆず）
声：宮代ゆず / 下田麻美、原画：ちのちもち
水越病院に入院している子供。ななかの友達。周りの者に元気を与えるほどの元気な子。好物はプリン。
義之の名前を「うみうし」「おしおき」、さらには苗字と合わせて「ぎゃくたいおしおき」と言うなど、なぜか正確に言うことが出来ず、最終的に義之のことは「兄ちゃん」と呼んでいる。
いつも元気だが手術をしなければ治らないほどの重い病気を抱えており、手術への恐怖と闘うことになる。
『D.C.II F.L.』劇中では、父ともども初音島に引っ越してきている。
小日向 慎（こひなた しん）
声：ヘルシー太郎 / 伊藤健太郎、原画：ちのちもち
ゆずの父親。物書きをしており、雑誌に小さなコラムを載せている。気さくで優しい。本島から願いが叶う桜の木の話を聞いてやってきた。本編ではななかシナリオのみの登場だったが『D.C.II』の『D.C.II S.C.』ではななかの「あふた〜すと〜り〜ず」に登場するだけでなく、卒業公演の映画にも出演している。
花咲 藍（はなさき あい）
声：まきいづみ / やなせなつみ
茜の年子の妹。幼い頃に水難事故で他界する。
幼い頃は内気だった茜とは正反対に、生涯はきはきした性格だったという。
花咲 翠（はなさき みどり）
声：まきいづみ / やなせなつみ、原画：ちのちもち
茜と藍の母。穏やかで包容力のある女性であり、茜のよき理解者。なお、茜のナイスバディは彼女から受け継いだものである。
藍を失った苦しみから立ち直っているが、何年経っても未だに藍の墓参りに赴かない茜を心配している。
芳乃 さくら（よしの さくら）
声：北都南 / 田村ゆかり、原画：たにはらなつき
風見学園の現学園長であり、義之の居候先の家主である。
朝倉 純一（あさくら じゅんいち）
声：桐生大地 / チョー、原画：鳴海
前作の主人公。本作では音姫と由夢の祖父として登場。口癖の「かったるい」や和菓子を出す能力は変わっていない。
朝倉 由姫（あさくら ゆき）
声：三咲里奈 / 伊藤静
朝倉姉妹の母。義之が朝倉家に来て間もないうちに病気で亡くなった。義之に「音姫と由夢のことを守ること」を約束させている。彼女は純一と音夢の娘ではないが、家系は代々魔法使いで魔法の力の監視者の一族である。監視者の役目は音姫に受け継がれている。
アニメにおいてその設定は特に明言されていない。
『D.C.II T.Y.』劇中では明るくノリの良い性格であったことが回想という形式で描かれており、また、病気が発症した理由についても触れられている他、桜の木や義之の正体に気付いているような台詞がある。
好きな花は紫陽花であり、これが回想の始まるきっかけともなっている。
辞書でたたき起こすという、音夢が発案した起こし方を受け継いでいるであろうことが、間接的に幼い由夢の口から語られている。
朝倉 由姫の夫
朝倉姉妹の父、純一と音夢の息子。海外で仕事をしており、普段は家にいない人物として設定されている。病床の妻や二人の娘を初音島に置いてまで海外に出ている理由は特に明言はされていない。
『D.C.II ToYou』劇中では、セリフも立ち絵もないものの登場はしており、腕の中で妻の最期の瞬間を看取ったと描写されている。純一からは「筆不精」、さくらからは「あの親にしてこの子あり」と言われており、父親同様に面倒くさがりな性格である事も示唆されている。
『D.C.II D.M.』で純一と音夢に結婚を反対されて二人で駆け落ち同然にアメリカにいるさくらの所に転がり込み、さくらに純一と音夢を説得してもらったことが明かされている。その件からさくらには今でも頭が上がらない。また、過去に由姫の、現在は音姫のために解呪の方法を探して海外を飛び回っている事も明確になった。
天枷博士（あまかせはかせ）
声：ヘルシー太郎 / 伊藤健太郎
美夏の夢に登場する美夏の開発者。半世紀近く前に美夏を開発したが、当時はまだロボットを受け入れられるような時代ではなく、美夏を封印せざるを得なかった。また、その経緯が語られる際に前作の白河暦と思われる人物の話が出る。前作では「天枷教授」と「天枷博士」の2通りの呼称があったが本作では「博士」で統一されている。
舞佳の言葉や作中の描写から見るに、すでに亡くなっているようである。また、娘の美春が現在の天枷研究所の所長を務めているかのような描写もある。
沢井 拓馬（さわい たくま）
μの設計者であり、麻耶の父親。天枷博士の研究を受け継ぎ、人間型ロボットの開発に心血を注いでいた人物。
舞佳がマスターコースだった頃、数回面識があった。
μが様々なバッシングを受け、さらには美秋をも失ってしまった彼は、最後に家族を残して自ら命を絶った。そのため登場しない。
沢井 勇斗（さわい ゆうと）
声：七星友里子 / 木村まどか（アニメ）・水橋かおり（『D.C.II P.S.』）、原画：たかのゆき
沢井拓馬博士の息子にして、麻耶の弟。厳しい家庭環境で育っており、僅か5歳ながらしっかり者。
アニメでは小学生くらいのやんちゃな風貌である。
『D.C.II F.L.』では小日向ゆずと友達になっている。
沢井 綾子（さわい あやこ）
声：七星由里子 / 水橋かおり
沢井麻耶・勇斗の母親。夫・拓馬の死後、姉弟を女手ひとつで育ててきた。かなり質素な生活をしているものの、夫の拓馬の死に関して天枷研究所から多額の賠償金を受け取っており、貧乏というわけではない。しかし、ロボットが関わって入手した金であるため、ロボットを嫌う麻耶のことを考えて使わず自らが働いて生活費を稼いでいた。その後体調を崩している。
エルニーニョ 絵梨奈（エルニーニョ えりな）
声：七星友里子 / 水橋かおり
目覚ましをセットする際に流れているラジオ番組「明日の目覚まし予報」のDJ。
『D.C.II S.C.』の「風見学園演劇部 〜卒業公演〜」の中でも登場しているが、こちらは麻耶のものまねという設定。
アニメ第1期では次回予告で登場するが、第1話以外まともに最後まで喋れていない。
DJ
声：ヘルシー太郎 / 伊藤健太郎
あるヒロインのシナリオ中、義之が見る他人の夢の中でいつも流れているラジオ番組のDJ。本名は不明。
日々業界の裏事情を暴露し、スポンサーの圧力に晒されているが、それすらもネタにしている。
大塚あゆ
ミスコンで名前のみ登場。義之の隣のクラスに在籍。美少女で、ミスコン優勝候補の一人。
はりまお
声：かがみありす / あおきさやか
主に学園長室にいる謎の生物。さくらが学園長になった頃に会ったらしい。姿は体より頭が大きい、鼻や口が見当たらない、目が縦に細長いなど奇妙なものである。作中では美夏から「ジロ」と呼ばれることもある。前作のうたまるのようなマスコット的存在。よく義之の魔法で出してもらっている和菓子が大好きで、鍋なども食べている。さくらの頭の上がお気に入りのポジションである。また、うたまるのようにさくらと話すことができるほか、義之たち人間の言葉もある程度なら理解できる様子。うたまるとは違い、多くの時間を学園で過ごしているが、たまに芳乃家にいる。
ユーザーマニュアルには義之の代理として載せられている。
『D.C.II S.C.』ではさくら不在のため、どこにいるのかは不明。「風見学園演劇部 〜卒業公演〜」で何度か登場する。
『D.C.II D.M.』ではさくらの帰還とほぼ同時期に芳乃家に帰ってきた。
今井 めぐみ（いまい めぐみ）
声：宮川なつき / 今井麻美、原画：立羽
他校の走り高跳びの選手。まゆきのライバル。まゆき同様かなりフレンドリーな性格で、その勢いにまゆきが流されることもある。
ミアキ
声： かがみありす / あおきさやか、原画：たにはらなつき
沢井家にて生活していたHM-A07型ロボット。名前だけは『D.C.II』ですでに登場しており、『D.C.II S.C.』でも麻耶が（名前こそ出さなかったが）ミアキについて触れていた。その後『D.C.II P.S.』において正式に登場することとなった。
子供の頃の麻耶は彼女を姉のように慕っていたが、後に狂信的なロボット排斥主義者によって破壊される。
エンドロールでの名前は『D.C.II P.S.』では「天枷美秋」、または「美秋」であったが、『D.C.II P.C.』ではどちらも「沢井美秋」に修正されている。
朝比奈 ミキ（あさひな ミキ）
声：西巻香代 / 下田麻美、原画：たにはらなつき
水越病院に勤務している看護師。小日向ゆずの担当をしている。学生時代は風見学園付属1年3組で陸上部所属。まひるの親友であり、彼女を最後まで看取っている。家族との関係は冷え切っており、自身も人間関係について冷めた考えを持っていたが、まひるとの出会いにより自分が変わったことを受け止め看護師を目指すようになる。
『D.C.II P.S』と『D.C.II P.C.』ではななかのシナリオにも登場する。
リオ・フォーカスライト
声：春野風 / 羽多野渉、原画：たにはらなつき
エリカの国の皇太子。エリカルートにのみ登場し、フローラ、ジェイミーとともに風見学園に転入してくる。エリカと交際関係にある義之に対して当初は険悪にして侮蔑のこもった態度で接するなど絵に描いた暴君を演じるが、本来は気さくで王族でありながら庶民に対する思いやりを持つ。
初音島に来訪した当初はエリカの地球への滞在を「この地は庶民の暮らしを知るのに適していない」と言い切り、強引にも連れ帰ろうとするも、それを拒むエリカ、義之、茜、杏、小恋、渉、杉並に妨害される。白黒はっきりつけるために、エリカの母星への強制帰還を賭けたゲームで義之たちと対峙するが、攻撃用ヘリや実銃といった一学生団体に対して過剰といえる武装で対処するという暴挙に出る。しかしその真相は、本国の惑星の反対勢力をあぶり出すために、杉並との結託のもと行われた芝居であった。
『D.C.II F.L.』では、義之を「義弟（おとうと）」と呼び、からかっていたり、エリカに故郷の食材やアクセサリー、（コスプレ用の）衣装をおくる。
フローラ・クエイシー
声：星咲イリア / 折笠富美子、原画：たにはらなつき
リオの付き人。エリカとは長い付き合いで、彼女のことを公私共に気にかけている。王位継承権の第二家のクエイシー生まれ。杏のブービートラップに楽々と引っかかっているところからそう大した戦闘力は無い。王族への忠誠を誓いながらも実は反対勢力の人間で、エリカを王女にすることで政権を握ろうと企てるもリオ達の作戦により失敗。陰謀がばれた後母国で重い刑罰を受けるはずだったが、リオや王様の温情で無罪放免になった模様。
ジェイミー・ダウニング
声：宮川なつき / 今井麻美 /、原画：たにはらなつき
リオのボディーガード。無表情で、眼光が鋭く威圧感のある女性。武芸に長けているようである。
戯矢利尊
先生。妻がいる。言いづらい事や困ったときには指人形のマペットくんに代弁してもらう。マペットくんは恐ろしく口が悪いうえに容赦がない。前作のピロスと違って、桜が枯れてからも喋っているので、桜の魔法で喋っているわけではないらしい。
2072年時点でもまだ在籍している様子。
高松 久美子（たかまつ くみこ）
声：宮代ゆず、原画：えこ
『D.C.II T.Y.』で登場。風見学園に来た教育実習生。担当は体育。非公式新聞部の騒動に巻き込まれスポーツテストの優勝者にキスをすることになるが、義之にある2つの約束を交わすことを条件に承諾する。研修期間は2週間だけであったが、その後に1度だけ義之と再会しているらしい。
宮代 雪乃（みやしろ ゆきの）
声：宮代ゆず
『D.C.II T.Y.』で登場。その当時は生徒会副会長であり、音姫の二代前の生徒会長でもある。杉並からは音姫やまゆきと同レベルと見做されている。一見ぼんやりしているが、実際にはかなり優秀である。
磯鷲 涼芽（いそわし すずめ）
声：北都南
『春風のアルティメットバトル!』で登場した音姫の一代前の生徒会長。『D.C.II T.Y.』では本校一年生として登場。生徒会の名物役員で、杉並にマークするだけ無駄といわれる。強引で我侭な性格であり、生徒会長時代には度々、暴走して音姫やまゆきを困惑させていた。コンタクトレンズを愛用しており、裸眼ではぼやけた映像しか見えない。
義之のことを「サクラウチ」という間違った読みの名字で呼んでいる。
『D.C.II F.L.』では立ち絵や専用のCGが用意される。また、本人は知らないが、会長に当選した際の選挙で非公式新聞部の暗躍があったことが示されている。
小鳥遊 真哉（たかなし しんや）
声：鷹取玲
『D.C.II T.Y.』および『D.C.II F.L.』のまひるシナリオで登場。小鳥遊まひるの父親。まひるの変なたとえ話は彼の影響。普段は明るさを絶やさない性格であるが、娘のことに対しては真剣。
小鳥遊 亜沙（たかなし あさ）
声：小倉結衣
『D.C.II T.Y.』および『D.C.II F.L.』のまひるシナリオで登場。小鳥遊まひるの母親。真哉との夫婦仲が良い。
小鳥遊 夕陽（たかなし ゆうひ）
声：小倉結衣
『D.C.II F.L.』のまひるシナリオで登場。小鳥遊まひるの妹。まひるに似て、無邪気で素直な性格をしている。
咲倉 ゆん（さくら ゆん）
声：天南ねね
『D.C.II 〜featuring YUN2!〜』に登場。とある秋の夜、空から義之の部屋に降ってきた不思議な少女。記憶を失っているようで、名前とくじらが浮かんだ町にいたということしか覚えていない。杉並とは気が合うようだったが、渉のことを「犬」と呼ぶ。
桜内 桜姫（さくらい ゆうき）
声：上田朱音
『D.C.II.D.M.』に登場。
『D.C.III.P.P.』にて初登場した正義の魔法使いであり、『D.C.II.D.M.』にて名前と素性が明かされた。その正体は桜内義之と桜内(朝倉)音姫の間に生まれた娘であり、正義の魔法使いの役目は音姫から継いだものである。そして、桜姫の存在によって『D.C.III』の風見学園編、及び『D.C.III.P.P』の世界は『D.C.II』における音姫ルートの最終パートの世界だと判明した。
『D.C.II.D.M.』で立夏に教えを乞おうとした時は、礼儀として敬語で接したり、母親不在の際家事を進んで引き受けたりと本来は心優しく人懐っこい性格でありしっかり者である。義之や音姫との会話から家族思いな一面もうかがえる。音姫によく似た世話焼きな面もあり、義之に似たツッコミ役でもある。
小さい頃に両親に連れられて行った高台で見た星空と、話してもらった七夕の話がきっかけで星座が好きになり、数年後にはすっかり星座について詳しくなっている。
親戚一同との関係も良好であり、祖母のさくらや叔母の由夢にも愛されており、特に由夢は時に義之も引くレベルで溺愛している。両親をパパ、ママ、さくらをさくらさん、由夢を由夢ちゃんと呼ぶ。
小学校卒業後は、両親と同じく風見学園に進学する。友人は多いようだが、色恋沙汰となると理想のカップル像は自分の両親であり、つい最低でも父親の義之以上の男子と考えてしまうので、ハードルが上がりすぎて中々気になる男子は出てこない。付属一年生時はまだ音姫の件を隠さなければならない関係で立夏に避けられていたので、学園での立夏たちとの付き合いは作中では描かれなかった。
芳乃 清隆（よしの きよたか）
『D.C.III』の主人公。
『D.C.II D.M』本編では本人は何かと理由を付けて登場しないが、音姫を救う方法を求めて海外へ旅立つ義之に助言をしている。また、中々名前を覚えてもらえず、「清太郎君」と呼ばれる。
森園 立夏（もりぞの りっか） / リッカ・グリーンウッド
『D.C.III』に登場。
『D.C.II D.M』では第3章「Dear to……」に登場する。桜姫から音姫を救う方法の相談を受け音姫の精神を肉体から切り離して枯れない桜に宿らせる事を提唱。さくらやその他大勢の友人の協力を得て成功させた。

## スタッフ
- プロデューサー：tororo
- ディレクター：雨野智晴
- キャラクターデザイン：たにはらなつき、ごとP（はりまおのデザイン）
- 原画：たにはらなつき、ちのちもち、みつまむ、かゆらゆか、えこ、鳴海
- シナリオ：たけうちこうた、雨野智晴、望月JET、舞浜ののか、森の眼
- BGM：猫野こめっと

## 主題歌
グランドオープニングテーマ・第3部オープニングテーマ「ダ・カーポII 〜あさきゆめみし君と〜」
作詞・作曲：tororo、編曲：Angel Note、歌：yozuca*
第1部オープニングテーマand挿入歌「beautiful flower」
作詞・作曲・編曲：宇佐美宏、歌：美郷あき
第2部オープニングテーマ「Especially」
作詞：くみはし佑、作曲・編曲：宇佐美宏、歌：橋本みゆき
グランドエンディングテーマ「Spring has come」
作詞・作曲：rino、編曲：大久保薫、歌：rino
ななかルートエンディングテーマand挿入歌「まぶしくてみえない」
作詞・作曲：BABY FACE、編曲：鈴木マサキ、歌：yozuca*
杏・小恋ルートエンディングテーマand先行版ED曲「Little Distance」
作詞：RUCCA、作曲：中野慎也、編曲：稲田昌宏（Alchemy+）、歌：桃田佳世子
音姫・由夢ルートエンディングテーマ「If... 〜I wish〜」
作詞：RUCCA、作曲・編曲：宇佐美宏、歌：美郷あき
美夏ルートエンディングテーマ「仰げば尊し」
歌：風見学園一同
ひなき藍、きのみ聖、立花あや、野中みゅう、遠野そよぎ、かがみありす、まきいづみ、七星友里子、三咲里奈、柚木あずさ、宮代ゆず、北都南、空野太陽、万栗太郎、皇帝、ヘルシー太郎、komoken、卒園者A、一魅、タカP
挿入歌「Time will shine」
作詞：原口知己、作曲・編曲：稲田昌宏、歌：Alchemy+

## パッケージ一覧
本シリーズのパッケージ一覧は以下の通り。計6種類17パッケージ存在する。なお、C.D.Christmas Days 〜サーカスディスク クリスマスデイズ〜、D.C.P.K. 〜ダ・カーポーカー〜などの外伝作品は除外する。
D.C.II 〜ダ・カーポII〜
2006年5月26日（初回限定版）、2006年6月23日（通常版）、2006年7月7日（限定生産CD版）、2007年6月29日（Vista対応版）、2008年1月25日（感謝ぱっく）
D.C.II P.S. 〜ダ・カーポII〜 プラスシチュエーション
2008年5月29日（DXパック、通常版）
D.C.II P.C. 〜ダ・カーポII〜 プラスコミュニケーション
2008年12月26日（初回限定版、ファンクラブ限定版、通常版）
D.C.II Spring Celebration 〜ダ・カーポII〜 スプリング セレブレイション
2007年4月27日（初回限定版、通常版）
D.C.II To You 〜ダ・カーポII〜 トゥーユー
2009年6月29日（初回限定版、通常版）、2012年6月28日（FC限定全年齢版、R-18感謝版）
いずれの作品も18歳未満者が直接入手することは出来ないが、ファンクラブ限定全年齢版に限り、18歳未満者への譲渡が認められている。
D.C.II Fall in Love 〜ダ・カーポII〜 フォーリンラブ
2009年12月18日（ご入学ご卒業セット、初回限定版、通常版）

## ファンディスク・サイドストーリー等
D.C.IIには、いくつか本編以外のサイドストーリーが存在する。正規のファンディスクである『D.C.II Spring Celebration 〜ダ・カーポII〜 スプリング セレブレイション』以外にも、本編発売に先駆けてダウンロード配布した「先行版」と、販売後、ユーザー登録をしたユーザー向けにダウンロード配布された「おまけデータ」などが存在する。どちらも短編ではあるが独立した内容となっている。
先行版は、前作D.C.や最終試験くじらなどにも存在するある種、CIRCUS作品の伝統のようなもの。おまけデータは、以前配布されていた「うたう絵本」のようなお返しディスクのダウンロード版と考えるとわかりやすい。
また、サーカスの5作品の合同クリスマスファンディスク『C.D.Christmas Days 〜サーカスディスク クリスマスデイズ〜』にも、D.C.IIのアナザーストーリーが収録されている。
先行版・春風のアルティメットバトル!
『D.C.II 〜ダ・カーポII〜 春風のアルティメットバトル!』のタイトルでイベント等で配布、現在は公式サイトから無料ダウンロードできる。また、ネット環境にないユーザーのため、『春風のアルティメットガイドブック』という先行ファンブックにもCD-ROMが付属している。
まず、「tororo団長が行く サーカス地方巡業 枯れない桜祭り ドキッ! 桜だらけの上映会 ホロリもあるよ♪」での無料配布が最初（最初の会場は2006年4月1日、コミックとらのあな福岡店）。4月15日にはダウンロード配布が始まった。ガイドブックは、5月1日に日本青年館で行なわれた「初音島観光協会presents ダ・カーポ アルイティメットオープンキャンパスツアー」で先行販売され、一般販売は5月12日である。
本編開始の9ヶ月ほど前の話で、義之達が付属2年の時の卒業パーティーの際に、模擬店で1番の売り上げを上げたところに「超豪華賞品」を贈呈すると言う当時の生徒会長、磯鷲涼芽（声：北都南）の発言から始まる。これに異常な関心を見せた杉並・義之（付属2年1組）、渉（付属2年2組）、杏・茜（付属2年3組）による売り上げ1位を目指す攻防戦の幕が切って落とされた。これと同時に、生徒会の音姫・まゆきたちによる厳戒態勢が取られる事になる。
義之が朝倉家から芳乃家に引越しを行なったのはこの卒業パーティー直後で、先行版でそれが描かれている。
また先行版では、朝倉音姫・由夢、白河ななか、月島小恋、雪村杏、花咲茜、杉並、板橋渉、沢井麻耶、高坂まゆき、芳乃さくらのみが出ており、その他のキャラクターは登場しない。天枷美夏は本編開始まで洞穴で眠っている設定となっているためカーテンコールのみの登場である。
『D.C.II 〜ダ・カーポII〜 感謝ぱっく』にも収録されている。
おまけデータ・D.C.II 〜featuring YUN2!〜
『D.C.II 〜ダ・カーポII〜』購入特典企画「D.C.IIおまけデータプレゼント企画」にてダウンロード配信された作品。期間中（1次登録：2006年6月26日〜9月30日まで、2次登録：11月1日〜30日）にユーザー登録し申し込んだ者にダウンロード配信（先着順で、11月7日〜17日、12月4日〜6日の間にメールにて個別告知）された。
タイトルは『D.C.II 〜featuring YUN2!〜』で、本編と同様のフルボイス仕様となっている。おまけデータといいつつも、パッチのようなものではなく、先行版と同様、独立したプログラムであるため、本編のデータがなくても起動できる。ただし、初回起動時に作品のシリアルが必要。
内容は、先行版より後、本編より前にあたる2055年10月末の出来事。『最終試験くじら』のサブヒロイン「ゆんゆん」こと咲倉ゆんが絡んだストーリーとなっている。登場キャラクターは、義之、音姫、由夢、小恋、杉並、渉。
『D.C.II 〜ダ・カーポII〜 感謝ぱっく』にも収録されている。
C.D.Christmas Days 〜サーカスディスク クリスマスデイズ〜
2006年12月22日発売。5作品のうちの1編として、D.C.IIのショートストーリーも収録されている。作中時期は、本編ともかぶる12月22日の夜から明朝にかけて起きた出来事。
音姫がもらってきた謎の果実を食べた義之、音姫、由夢の3人が翌朝から大変なことに。

D.C.II Spring Celebration 〜ダ・カーポII〜 スプリング セレブレイション
2007年4月27日にD.C.II単体でのファンディスクとして発売された。
電撃G's magazine2006年11月号誌上にてシナリオの題材候補を各ヒロイン3種類ずつ発表し、読者の投票によって1位になった題材でファンディスクの内容を決定する、という趣向だった（2007年2月号にて投票結果を発表）。

D.C.toEF
音姫、由夢、小恋の3人がエターナルファンタジーの世界に飛ばされて、その世界を紹介するというプロモーションムービー。ある意味、外伝的作品とも言える。
D.C.P.K. 〜ダ・カーポーカー〜
2008年2月29日発売。D.C.のキャラクターとD.C.IIのキャラクターが異世界に飛ばされ、そこでポーカーをするという外伝作品。

C.D.C.D.2 〜シーディーシーディー2〜
小恋・ななか編が収録されている

D.C.II To You Side Episodes 〜ダ・カーポII〜 トゥーユー サイドエピソード
4つのシナリオがあり、『紫陽花』・『雪月花』・『まひるに降る雨』の3つは本編より前の話で、『機械の心』はifの話となっている。

D.C.II Character Collection
ソフト購入者向けのクラブサーカス限定エピソード。音姫編と小恋編が配信。
D.C.II Fall in Love 〜ダ・カーポII〜 フォーリンラブ
2009年12月18日にD.C.II単体での2作目のファンディスクとして発売された。

けい☆てん第一弾プラグイン『D.C.II 〜ダ・カーポII〜 音姫編』
『けい☆てん』初回特典のプラグイン。音姫シナリオおよびドラマCD収録。

D.C.II Dearest Marriage 〜ダ・カーポII〜 ディアレストマリッジ〜
2015年4月24日発売。本編後に義之が音姫にプロポーズし、結婚をするという音姫シナリオのアフターストーリー。三章構成となっており、IIの後の時代であるD.C.III.シリーズも含めた他作品とも繋がる物語となっている。この作品をもってD.C.～D.C.III.P.Pまでにおけるシリーズの地続きとなる正史ルートが全て確定する、D.C.I～IIIまでにおけるストーリー全ての完結編ともいえる作品。

## 移植・逆移植版
D.C.II P.S. 〜ダ・カーポII〜 プラスシチュエーション
2008年5月29日に『D.C.II』の移植版であるPS2版『D.C.II P.S. 〜ダ・カーポII〜 プラスシチュエーション』が発売された。CEROレーティング・C（15歳）以上対象。
D.C.II P.C. 〜ダ・カーポII〜 プラスコミュニケーション
2008年12月26日に『D.C.II P.S.』の逆移植版である『D.C.II P.C. 〜ダ・カーポII〜 プラスコミュニケーション』が発売された。
D.C.II Anniversary Package 〜ダ・カーポII〜 アニバーサリーパッケージ
2015年2月27日発売、本編と過去のファンディスクがセットになって発売された。

## DVD Players Game版
- D.C.II 〜ダ・カーポII〜 音姫編 DVD Players Game 2008年7月25日発売
- D.C.II 〜ダ・カーポII〜 ななか編 DVD Players Game 2008年9月26日発売
- D.C.II 〜ダ・カーポII〜 小恋編 DVD Players Game 2008年11月28日発売
- D.C.II 〜ダ・カーポII〜 由夢編 DVD Players Game 2009年1月30日発売

## 小説
※アルティメットバトル編、風見学園演劇部編を除き全て18禁作品。全ての原作はCIRCUS。
- 雑賀匡 『D.C.II 〜ダ・カーポII〜』 パラダイム、全9巻
  - D.C.II 〜ダ・カーポII〜 茜色の空の下で（朝倉由夢編）、2006年11月24日発売、ISBN 978-4-89490-820-8
  - D.C.II 〜ダ・カーポII〜 伝えたい心（白河ななか編）、2007年1月20日発売、ISBN 978-4-89490-828-4
  - D.C.II 〜ダ・カーポII〜 ボーイ・ミーツ・ロボット（天枷美夏編）、2007年3月15日発売、ISBN 978-4-89490-836-9
  - D.C.II 〜ダ・カーポII〜 変わらない想い（月島小恋編）、2007年5月25日発売、ISBN 978-4-89490-838-3
  - D.C.II 〜ダ・カーポII〜 結ばれる記憶（雪村杏編）、2007年7月11日発売、ISBN 978-4-89490-846-8
  - D.C.II 〜ダ・カーポII〜 あなたのことを忘れない(上巻)（朝倉音姫編）、2007年8月29日、ISBN 978-4-89490-850-5
  - D.C.II 〜ダ・カーポII〜 あなたのことを忘れない(下巻)（朝倉音姫編、D.C.編）、2007年10月20日発売、ISBN 978-4-89490-851-2
  - D.C.II 〜ダ・カーポII〜 春風のアルティメットバトル!、2006年5月12日発売、ISBN 978-4-89490-800-0
  - D.C.II 〜ダ・カーポII〜 薫風のアルティメットバトル!、2007年6月25日発売、ISBN 978-4-89490-842-0
- 沖田和彦 『D.C.II P.C. 〜ダ・カーポII〜 プラスコミュニケーション』 パラダイム、全6巻
  - D.C.II P.C. 〜ダ・カーポII〜 プラスコミュニケーション まゆきの空（高坂まゆき編）、2009年4月29日発売、ISBN 978-4-89490-907-6
  - D.C.II P.C. 〜ダ・カーポII〜 プラスコミュニケーション 茜への贈り物（花咲茜編）、2009年6月30日発売、ISBN 978-4-89490-915-1
  - D.C.II P.C. 〜ダ・カーポII〜 プラスコミュニケーション 夜中のまひる（小鳥遊まひる編）、2009年8月29日発売、ISBN 978-4-89490-927-4
  - D.C.II P.C. 〜ダ・カーポII〜 プラスコミュニケーション 麻耶とともだち（沢井麻耶編）、2009年10月30日発売、ISBN 978-4-89490-931-1
  - D.C.II P.C. 〜ダ・カーポII〜 プラスコミュニケーション エリカの星（エリカ・ムラサキ編）、2009年12月26日発売、ISBN 978-4-89490-939-7
  - D.C.II P.C. 〜ダ・カーポII〜 プラスコミュニケーション 永遠のアイシア（アイシア編）、2010年2月25日、ISBN 978-4-89490-947-2
- 雑賀匡 『D.C.II Spring Celebration 〜ダ・カーポII〜 スプリングセレブレイション』 パラダイム、全2巻
  - D.C.II Spring Celebration 〜ダ・カーポII〜 スプリングセレブレイション 1（白河ななか、朝倉音姫、月島小恋編）、2008年3月27日発売、ISBN 978-4-89490-858-1
  - D.C.II Spring Celebration 〜ダ・カーポII〜 スプリングセレブレイション 2（雪村杏、朝倉由夢、天枷美夏編）、2008年5月16日発売、ISBN 978-4-89490-866-6
- 桑原文彦 『D.C.II 〜ダ・カーポII〜 風見学園演劇部』 パラダイム、全3巻
  - D.C.II 〜ダ・カーポII〜 風見学園演劇部1 ななか・小恋、2008年10月30日発売、ISBN 978-4-89490-888-8
  - D.C.II 〜ダ・カーポII〜 風見学園演劇部2 由夢・美夏、2008年12月19日発売、ISBN 978-4-89490-896-3
  - D.C.II 〜ダ・カーポII〜 風見学園演劇部3 音姫・杏[注 18]、2009年2月19日発売、ISBN 978-4-89490-904-5
- 島津出水 『D.C.II Fall in Love 〜ダ・カーポII〜 フォーリンラブ』 パラダイム、全2巻
  - D.C.II Fall in Love 〜ダ・カーポII〜 フォーリンラブ あふた〜すと〜り〜ず1（アイシア、高坂まゆき、花咲茜編）、2010年3月31日発売、ISBN 978-4-89490-949-6
  - D.C.II Fall in Love 〜ダ・カーポII〜 フォーリンラブ あふた〜すと〜り〜ず2（エリカ・ムラサキ、小鳥遊まひる、沢井麻耶編）、2010年5月20日発売、ISBN 978-4-89490-957-1
- 沖田和彦 『D.C.II To You Side Episodes 〜ダ・カーポII〜 トゥーユー サイドエピソード』 パラダイム、全2巻
  - D.C.II To You Side Episodes 〜ダ・カーポII〜 トゥーユー サイドエピソード（紫陽花、雪月花編）、2009年11月20日発売、ISBN 978-4-89490-929-8
  - D.C.II To You Side Episodes 〜ダ・カーポII〜 トゥーユー サイドエピソード きみを忘れない（まひるに降る雨、機械の心編）、2010年1月29日発売、ISBN 978-4-89490-945-8
- 島津出水 『D.C.Dream X'mas 〜ダ・カーポ ドリームクリスマス〜』 パラダイム、全1巻
  - D.C.Dream X'mas 〜ダ・カーポ ドリームクリスマス〜、2011年3月23日発売、ISBN 978-4-89490-996-0
- 『C.D.Christmas Days 〜サーカスディスク クリスマスデイズ〜』 パラダイム
  - C.D.Christmas Days 〜サーカスディスク クリスマスデイズ〜 朝倉姉妹の聖夜、2007年12月20日発売、ISBN 978-4-89490-856-7
- 島津出水 『C.D.C.D.2 〜シーディーシーディー2〜』 パラダイム、全1巻
  - C.D.C.D.2 〜シーディーシーディー2〜 D.C.II 〜ダ・カーポII〜&ホームメイド編、2009年9月30日発売、ISBN 978-4-89490-935-9

## 漫画
D.C.II 〜ダ・カーポII〜
コンプティーク2006年12月号から2009年10月号まで連載。
発売日
- CIRCUS、龍牙翔 『D.C.II 〜ダ・カーポII〜』 角川書店（連載：コンプティーク）、全5巻
  1. 2007年8月10日発行、ISBN 978-4-04-713950-3
  2. 2008年4月10日発行、ISBN 978-4-04-715043-0
  3. 2008年10月10日発行、ISBN 978-4-04-715111-6
  4. 2009年6月10日発行、ISBN 978-4-04-715250-2
  5. 2009年11月10日発行、ISBN 978-4-04-715320-2

D.C.II Imaginary Future 〜ダ・カーポII イマジナリーフューチャー〜
メインヒロインは白河ななか。電撃G's magazine（メディアワークス→アスキー・メディアワークス）2007年3月号から2009年5月号まで連載。
発売日
- 雨野智晴・CIRCUS、卯花つかさ 『D.C.II Imaginary Future 〜ダ・カーポII イマジナリーフューチャー〜』 メディアワークス、アスキー・メディアワークス、全5巻
  1. 2007年7月27日発行、ISBN 978-4-8402-3957-8
  2. 2007年12月17日発行、ISBN 978-4-8402-4099-4
  3. 2008年6月27日発行、ISBN 978-4-04-867147-7
  4. 2008年11月27日発行、ISBN 978-4-04-867438-6
  5. 2009年6月27日発行、ISBN 978-4-04-867929-9

A.C.D.C.II
原始時代を模したネットワークゲーム上で繰り広げられるオリジナルストーリー。月刊ヤングチャンピオン烈（秋田書店）Vol.17,18に読みきり掲載後Vol.21より連載。
発売日
- CIRCUS、かゆらゆか、 『A.C.D.C.II』 秋田書店、全3巻
  1. 2010年6月18日発行、ISBN 978-4-253-25516-5
  2. 2011年6月20日発行、ISBN 978-4-253-25517-2
  3. 2012年4月20日発行、ISBN 978-4-253-25518-9

## WEBラジオ
- 2006年4月から2007年9月まで、ランティスウェブラジオで『D.C.II 〜ダ・カーポII〜 風見学園放送部』が配信された。
- 2007年9月から2009年4月まで、音泉で『D.C.toEF ラジオ』が配信された。
- 2007年11月から2008年10月まで、アニメイトTV WEBで『ラジオ ダ・カーポII 〜初音島日記〜』が配信された。
- 2009年5月から2010年3月まで、HiBiKi Radio Stationで『D.C.toVCラジオ』が配信された。

## 関連商品

### 書籍
D.C.II 〜ダ・カーポII〜公式パーフェクトビジュアルブック
2006年9月30日発売。アスキー・メディアワークス発行。ISBN 4-8402-3621-6。編集は電撃G's magazine編集部。
D.C.II Spring Celebration 〜ダ・カーポII〜 スプリング セレブレイション 公式パーフェクトビジュアルブック
2007年6月1日発売。アスキー・メディアワークス発行。ISBN 4-8402-3956-8。編集は電撃G's magazine編集部。

### CD

#### 音楽CD
『D.C.II 〜ダ・カーポII〜 ボーカルアルバム Songs From D.C.II』
歌：美郷あき/橋本みゆき/Alchemy+/yozuca*/桃田佳世子
LACA-5545
『D.C.II 〜ダ・カーポII〜 オリジナルサウンドトラック』
音楽：猫野こめっと
LACA-5549
『D.C.II Character Song Album』
歌：野中みゅう/立花あや/ひなき藍/きのみ聖/遠野そよぎ/かがみありす/まきいづみ
LACA-5567

#### ドラマCD
ゲーム版
『D.C.II prestorys entrata』
脚本：雨野智晴
出演：ひなき藍/きのみ聖/野中みゅう/立花あや/遠野そよぎ/かがみありす
SOFT-0017
『D.C.II 音姫の「Chocolate Box Memories」』
脚本：たけうちこうた
出演：ひなき藍/きのみ聖/立花あや
SOFT-0020
『D.C.II 雪月花の「ドキドキお見舞い大作戦」』
脚本：たけうちこうた
出演：立花あや/遠野そよぎ/まきいづみ/野中みゅう/ひなき藍/きのみ聖
SOFT-0021 サーカスファンクラブ第4期会員入会特典
『D.C.II 音姫の「どきどき! 初 (?) エッチ大作戦?」』
脚本：雨野智晴
出演：ひなき藍
「ぎゅっとHな抱き枕カバー」同梱すぺしゃるドラマCD
『D.C.II 音姫と由夢の「行く年、来る年 〜まったり編〜」』
脚本：たけうちこうた
出演：ひなき藍/きのみ聖/皇帝
SOFT-0025
『D.C.II 海辺のリゾート? 朝倉姉妹と避暑旅行! ぷらすいち!』
脚本：雨野智晴
出演：ひなき藍/きのみ聖/立花あや/皇帝
SOFT-0028
『D.C.II P.C. 音姫とエリカの「生徒会体験実習!」』
脚本：たけうちこうた
出演：ひなき藍/石川佳子/皇帝
SOFT-0029
『D.C.II P.C. 音姫とななかの「学園アイドルへの道！」』
脚本：たけうちこうた
出演：野中みゅう/ひなき藍/きのみ聖/皇帝/沢田はな/阿部太樹/亀山雄慈
SOFT-0032

## テレビアニメ

### アニメ概要

#### 概要（D.C.II）
『D.C.II 〜ダ・カーポII〜』は2007年10月より、独立U局ほかにて放送された。全13話。
小恋をメインヒロインとした内容であるが、ストーリーは美夏ルートを中心にしている。なお、番宣CMは15秒版と30秒版があるが、いずれもナレーションは一切入らない。
季節がD.Cシリーズでは珍しく秋の季節であり、風見学園の文化祭や修学旅行などは初めて描かれた。秋の体育祭も初めての事だが、その内容には「薫風のアルティメットバトル」における春季体育祭と類似する点がいくつかある。
TOKYO MXやテレビ愛知などの一部の放送局ではハイビジョン画質で放送された。
アニメ版 D.C.II ストーリー
学園祭の日、枯れない桜の木の前で小恋が義之に告白し付き合うこととなった二人。しかし仲が深まるどころか以前よりも疎遠になったかのように突如現れた美夏ばかりを気にかけるようになる義之。始めは人嫌いだった美夏が徐々に人に対して心を開いていったそんな中、義之と近しいものだけの知る美夏がロボットだという秘密が発覚してしまった。美夏の退学措置に対し抗議運動まで起こるが、美夏は皆の思いを受け胸を張って退学を受け入れるのであった。そして小恋もひとつの決意を胸に義之にあることを告げる。

#### 概要（D.C.II S.S.）
2008年4月よりアニメ第2期シリーズ『D.C.II S.S. 〜ダ・カーポII セカンドシーズン〜』が全13話で放送された。また、スターチャイルドからDVDリリース全5巻が発売された。第2期は2クール目と称しており、音姫ルートと由夢ルートを中心にしている。
音姫と由夢以外に第1期でスポットの当たらなかった杏にもある程度スポットが当てられている。その反面、何故かヒロインの一人であるはずのななかの出番が非常に少なく、全13話の中で5話しか登場していない。更にその内の3話は特に出番が少なめである。
また、前作『D.C.II 〜ダ・カーポII〜』で退学になった美夏は登場しない。

### スタッフ（アニメ）
- 監督 - 岡本英樹
- シリーズ構成 - 雨野智晴
- チーフシナリオライター - 長谷川勝己
- キャラクターデザイン - 島沢ノリコ
- サブデザイン - 枡田邦彰
- チーフ演出 - 及川啓
- 美術監督 - 小坂部直子
- 色彩設計 - 油谷ゆみ
- 撮影監督 - 口羽毅
- 編集 - 田熊純
- 音響監督 - 菊田浩巳
- 音楽 - 菊谷知樹、大久保薫
- プロデューサー - 菊地克朋、宿利剛、川崎とも子、斎藤滋
- 企画協力・制作 - ガンジス
- アニメーション制作 - feel.
- 製作 - ダ・カーポII製作委員会（CIRCUS、KING RECORDS、GANSIS、Lantis）

### 主題歌（アニメ）
オープニングテーマ
「サクラキミニエム」（第1期）
作詞・作曲 - tororo / 編曲 - 黒須克彦 / 歌 - yozuca*
「サクラ アマネク セカイ」（第2期）
作詞・作曲 - tororo / 編曲 - 藤田淳平 / 歌 - yozuca*

エンディングテーマ
「優しさは雨のように」（第1期 第1話 - 第12話）
作詞・作曲 - rino / 編曲 - 大久保薫 / 歌 - CooRie
「僕たちの行方」（第2期 第1話 - 第11話）
作詞・作曲 - rino / 編曲 - 大久保薫 / 歌 - CooRie
DVDでは1話 - 13話のエンディングテーマとして使用された。
第2期 12話の挿入歌としても使用された。
「消えないで…」（第2期 第12話）
作詞・作曲 - yozuca* / 編曲 - 東タカゴー / 歌 - yozuca*
DVDでは12話の挿入歌として使用された。
「雨上がり君のもとへ」（第2期 第13話）
作詞・作曲 - rino / 編曲 - 大久保薫 / 歌 - CooRie
DVDでは13話の挿入歌として使用された。

#### 挿入歌
「桜笑み君想う」（第1期 第3話、第7話）
作詞・作曲 - rino / 編曲 - 黒須克彦 / 歌 - 白河ななか（茅原実里）
第1期 第13話ではエンディングテーマとして使用された。
「恋々と…スローモーション」（第1期 第5話）
作詞・作曲 - rino / 編曲 - 虹音 / 歌 - CooRie
「愛しい人よ 〜l want to sing for you〜」（第1期 第7話）
作詞・作曲 - yozuca* / 編曲 - 末廣健一郎 / 歌 - yozuca*
「柔らかな忘却」（第1期 第10話）
作詞・作曲 - rino / 編曲 - 末廣健一郎 / 歌 - CooRie
「love☆mind」（第2期 第5話）
作詞・作曲 - yozuca* / 編曲 - 東タカゴー / 歌 - yozuca*
「桜舞い散る心の中へ」（第2期 第8話）
作詞・作曲 - rino / 編曲 - 安藤聖 / 歌 - CooRie
「静かなる決意」（第2期 第11話）
作詞 - rino / 作曲 - yozuca* / 編曲 - 安藤聖 / 歌 - yozurino*

### 各話リスト
| 話数  | サブタイトル           | 脚本           | 絵コンテ       | 演出                    | 作画監督                              | 総作画監督                  | 収録DVD |
| 第1期 | 第1期                  | 第1期          | 第1期          | 第1期                   | 第1期                                 | 第1期                       | 第1期   |
| ----- | ---------------------- | -------------- | -------------- | ----------------------- | ------------------------------------- | --------------------------- | ------- |
| 1     | 小さな恋の季節         | 鈴木雅詞       | えんどうてつや | えんどうてつや          | 丸山隆                                | 島沢ノリコ                  | Vol.1   |
| 2     | バナナと人間           | 長谷川勝己     | えんどうてつや | 鈴野貴一                | 渡辺奈月                              | 枡田邦彰 鈴木豪             | Vol.2   |
| 3     | ファーストレッスン     | あみやまさはる | 佐々木奈奈子   | 佐々木奈奈子            | 堀川直哉                              | 島沢ノリコ、枡田邦彰 鈴木豪 | Vol.2   |
| 4     | 秋風の中で             | 鈴木雅詞       | まついひとゆき | 守田芸成                | 鶴池一馬                              | 島沢ノリコ、枡田邦彰 鈴木豪 | Vol.2   |
| 5     | あと2センチの距離      | あみやまさはる | 殿勝秀樹       | 星野真                  | 吉田伊久雄                            | 枡田邦彰 鈴木豪             | Vol.3   |
| 6     | 人間キライ             | 鈴木雅詞       | えんどうてつや | えんどうてつや          | 杉山了蔵 浦和文子                     | 島沢ノリコ、枡田邦彰 鈴木豪 | Vol.3   |
| 7     | にわか嵐               | 鈴木雅詞       | 木村真一郎     | 名和宗則                | 丸山隆                                | -                           | Vol.3   |
| 8     | 白日の時               | 長谷川勝己     | 石平信司       | 鈴野貴一                | 渡辺奈月                              | 島沢ノリコ、枡田邦彰 鈴木豪 | Vol.4   |
| 9     | 恋模様大和路           | 鈴木雅詞       | 小林智樹       | 園田雅裕                | 野村雅史、佐藤元昭 清水祐実、立田眞一 | 島沢ノリコ、枡田邦彰 鈴木豪 | Vol.4   |
| 10    | 霞んでいく想い         | 鈴木雅詞       | 小林智樹       | 守田芸成                | 堀川直哉 Shln Jgglck                  | 島沢ノリコ、枡田邦彰 鈴木豪 | Vol.4   |
| 11    | 小恋、ココロ、うらはら | あみやまさはる | えんどうてつや | 中山敦史                | 小森篤                                | 枡田邦彰                    | Vol.5   |
| 12    | 心の架け橋             | 長谷川勝己     | 佐々木奈奈子   | 佐々木奈奈子            | 杉山了蔵 緒方浩美                     | 島沢ノリコ、枡田邦彰 鈴木豪 | Vol.5   |
| 13    | 桜笑み君想う           | 長谷川勝己     | えんどうてつや | えんどうてつや          | 丸山隆 堀川直哉                       | 島沢ノリコ、枡田邦彰 鈴木豪 | Vol.5   |
| 第2期 |                        |                |                |                         |                                       |                             |         |
| 1     | 深雪の如く             | 長谷川勝己     | えんどうてつや | えんどうてつや          | 丸山隆                                | 島沢ノリコ                  | Vol.1   |
| 2     | 雪の密室               | あみやまさはる | 及川啓         | 鈴野貴一                | 渡辺奈月                              | 枡田邦彰 鈴木豪             | Vol.2   |
| 3     | 正義の魔法使い         | 鈴木雅詞       | 佐々木奈奈子   | 佐々木奈奈子            | 佐藤元昭 杉山了蔵                     | 島沢ノリコ 枡田邦彰         | Vol.2   |
| 4     | 幸せの形               | 長谷川勝己     | 園田雅裕       | 奥野耕太                | 小森篤                                | 枡田邦彰                    | Vol.2   |
| 5     | 失望の雪原             | あみやまさはる | 夕澄慶英       | 夕澄慶英                | 堀川直哉 立石きよし                   | 島沢ノリコ、枡田邦彰 鈴木豪 | Vol.3   |
| 6     | 桜迷宮                 | 鈴木雅詞       | 及川啓         | 鈴野貴一                | 渡辺奈月                              | 島沢ノリコ、枡田邦彰 鈴木豪 | Vol.3   |
| 7     | 変えられない夢         | 長谷川勝己     | 及川啓         | 星野真                  | 山本篤史 浦和文子                     | 島沢ノリコ 枡田邦彰         | Vol.3   |
| 8     | さくらんぼとお兄ちゃん | あみやまさはる | えんどうてつや | 徳元善信                | 丸山隆                                | 島沢ノリコ                  | Vol.4   |
| 9     | 壊れゆく春             | 鈴木雅詞       | 菜香ゆき       | 菜香ゆき                | 杉山了蔵 佐藤元昭                     | 島沢ノリコ 枡田邦彰         | Vol.4   |
| 10    | 夢の終わり             | 長谷川勝己     | 夕澄慶英       | 夕澄慶英                | 浜津武宏                              | 島沢ノリコ 枡田邦彰         | Vol.4   |
| 11    | 枯色の島               | 鈴木雅詞       | 佐々木奈奈子   | 佐々木奈奈子            | 川島勝 浦和文子                       | 島沢ノリコ 枡田邦彰         | Vol.5   |
| 12    | 記憶の淵               | あみやまさはる | 及川啓         | 及川啓                  | 鈴木豪 緒方浩美                       | 島沢ノリコ 枡田邦彰         | Vol.5   |
| 13    | 巡りくる季節           | 長谷川勝己     | 橘秀樹         | ウシロシンジ 駒澤健一郎 | 丸山隆 枡田邦彰                       | 島沢ノリコ                  | Vol.5   |

### 放送局
| 放送地域 | 放送局             | 放送期間                       | 放送日時           | 放送系列       | 備考             |
| 第1期    | 第1期              | 第1期                          | 第1期              | 第1期          | 第1期            |
| -------- | ------------------ | ------------------------------ | ------------------ | -------------- | ---------------- |
| 兵庫県   | サンテレビ         | 2007年10月1日 - 12月24日       | 月曜 24:00 - 24:30 | 独立UHF局      |                  |
| 東京都   | TOKYO MX           | 2007年10月1日 - 12月24日       | 月曜 25:30 - 26:00 | 独立UHF局      |                  |
| 愛知県   | テレビ愛知         | 2007年10月1日 - 12月24日       | 月曜 26:05 - 26:35 | テレビ東京系列 |                  |
| 京都府   | KBS京都            | 2007年10月3日 - 12月26日       | 水曜 25:30 - 26:00 | 独立UHF局      |                  |
| 神奈川県 | tvk                | 2007年10月6日 - 12月29日       | 土曜 24:30 - 25:00 | 独立UHF局      |                  |
| 千葉県   | チバテレビ         | 2007年10月7日 - 12月30日       | 日曜 23:30 - 24:00 | 独立UHF局      |                  |
| 埼玉県   | テレ玉             | 2007年10月7日 - 12月30日       | 日曜 25:00 - 25:30 | 独立UHF局      |                  |
| 日本全域 | キッズステーション | 2007年10月17日 - 2008年1月16日 | 水曜 24:00 - 24:30 | CS放送         |                  |
| 第2期    |                    |                                |                    |                |                  |
| 神奈川県 | tvk                | 2008年4月5日 - 6月28日         | 土曜 24:30 - 25:00 | 独立UHF局      |                  |
| 千葉県   | チバテレビ         | 2008年4月6日 - 6月29日         | 日曜 23:30 - 24:00 | 独立UHF局      |                  |
| 埼玉県   | テレ玉             | 2008年4月6日 - 6月29日         | 日曜 25:00 - 25:30 | 独立UHF局      |                  |
| 兵庫県   | サンテレビ         | 2008年4月7日 - 6月30日         | 月曜 24:00 - 24:30 | 独立UHF局      |                  |
| 東京都   | TOKYO MX           | 2008年4月7日 - 6月30日         | 月曜 25:30 - 26:00 | 独立UHF局      |                  |
| 愛知県   | テレビ愛知         | 2008年4月7日 - 6月30日         | 月曜 26:05 - 26:35 | テレビ東京系列 |                  |
| 京都府   | KBS京都            | 2008年4月9日 - 7月2日          | 水曜 25:30 - 26:00 | 独立UHF局      |                  |
| 日本全域 | BS11               | 2008年4月11日 - 7月4日         | 金曜 24:30 - 25:00 | BS放送         | ANIME+枠         |
| 日本全域 | キッズステーション | 2008年4月23日 - 7月16日        | 水曜 24:00 - 24:30 | CS放送         | リピート放送あり |

### 関連商品（アニメ）

#### DVD
第1期は2007年12月26日から2008年5月21日まで発売された。Vol.0には、「D.C.」、「D.C.S.S.」スーパーダイジェスト、メインキャストインタビュー、2007秋葉原エンタまつりスペシャルステージの模様が収録された。第2期は2008年6月25日から同年10月22日まで発売された。
各巻、初回版、通常版の2種リリースであり、初回版、通常版のジャケットは原作、アニメ版のキャラクターデザインを手掛けたたにはらなつき、島沢ノリコの描き下ろしイラストである。
| 巻数 | 発売日         | 規格品番   | 規格品番  |
| 巻数 | 発売日         | 初回版     | 通常版    |
| ---- | -------------- | ---------- | --------- |
| 0    | 2007年12月26日 | KIBA-1481  | N/A       |
| 1    | 2008年1月23日  | KIBA-91482 | KIBA-1482 |
| 2    | 2008年2月27日  | KIBA-91483 | KIBA-1483 |
| 3    | 2008年3月26日  | KIBA-91484 | KIBA-1484 |
| 4    | 2008年4月23日  | KIBA-91485 | KIBA-1485 |
| 5    | 2008年5月21日  | KIBA-91486 | KIBA-1486 |

| 巻数 | 発売日         | 規格品番   | 規格品番  |
| 巻数 | 発売日         | 初回版     | 通常版    |
| ---- | -------------- | ---------- | --------- |
| 1    | 2008年6月25日  | KIBA-91487 | KIBA-1487 |
| 2    | 2008年7月23日  | KIBA-91488 | KIBA-1488 |
| 3    | 2008年8月27日  | KIBA-91489 | KIBA-1489 |
| 4    | 2008年9月26日  | KIBA-91490 | KIBA-1490 |
| 5    | 2008年10月22日 | KIBA-91491 | KIBA-1491 |

#### 音楽CD（アニメ）
挿入歌『桜笑み君想う』 (c/w Glorious Days)
歌：白河ななか（茅原実里）
LACM-4458
『D.C.II 〜ダ・カーポII〜 キャラクターソング VOL.1 月島小恋』
歌：月島小恋（南條愛乃）
LACM-4440
『D.C.II 〜ダ・カーポII〜 キャラクターソング VOL.2 天枷美夏』
歌：天枷美夏（あおきさやか）
LACM-4441
『D.C.II 〜ダ・カーポII〜 キャラクターソング VOL.3 白河ななか』
歌：白河ななか（茅原実里）
LACM-4462
『D.C.II 〜ダ・カーポII〜 キャラクターソング VOL.4 雪村杏』
歌：雪村 杏（岡嶋妙）
LACM-4463
『D.C.II 〜ダ・カーポII〜 キャラクターソング VOL.5 朝倉由夢』
歌：朝倉由夢（堀江由衣）
LACM-4474
『D.C.II 〜ダ・カーポII〜 キャラクターソング VOL.6 朝倉音姫』
歌：朝倉音姫（高垣彩陽）
LACM-4475
D.C.II 〜ダ・カーポII〜 D.C.II S.S. 〜ダ・カーポII セカンドシーズン〜 オリジナル・サウンドトラック『サクラグラス』
音楽：菊谷知樹/大久保薫
LACA-9119〜20

#### ドラマCD（アニメ）
『D.C.II S.S. 〜ダ・カーポII セカンドシーズン〜 ドラマCD「聖夜のミスコン大騒動!」』
原案：雨野智晴/脚本：たけうちこうた
出演：堀江由衣/浅沼晋太郎/高垣彩陽/茅原実里/南條愛乃/岡嶋妙/やなせなつみ/伊藤静/岸尾だいすけ/山口勝平/疋田高志/小野友樹/佐藤雄大
LACA-5711

## 関連ゲーム
ヴァイスシュヴァルツ
ブシロード発売されているトレーディングカードゲーム。「D.C. 〜ダ・カーポ〜（シリーズ第1作目）」とセット。
ai sp@ce
ドワンゴが運営していた3D生活空間サービス。
ガールズクロスクロニクル
DMM GAMESが運営するクロスオーバーRPG。
さまざまな作品のキャラクターたちが「管理官」（プレイヤー）とともに、 敵の脅威にさらされたセカイを冒険する。